# Arquitectura de Argentina

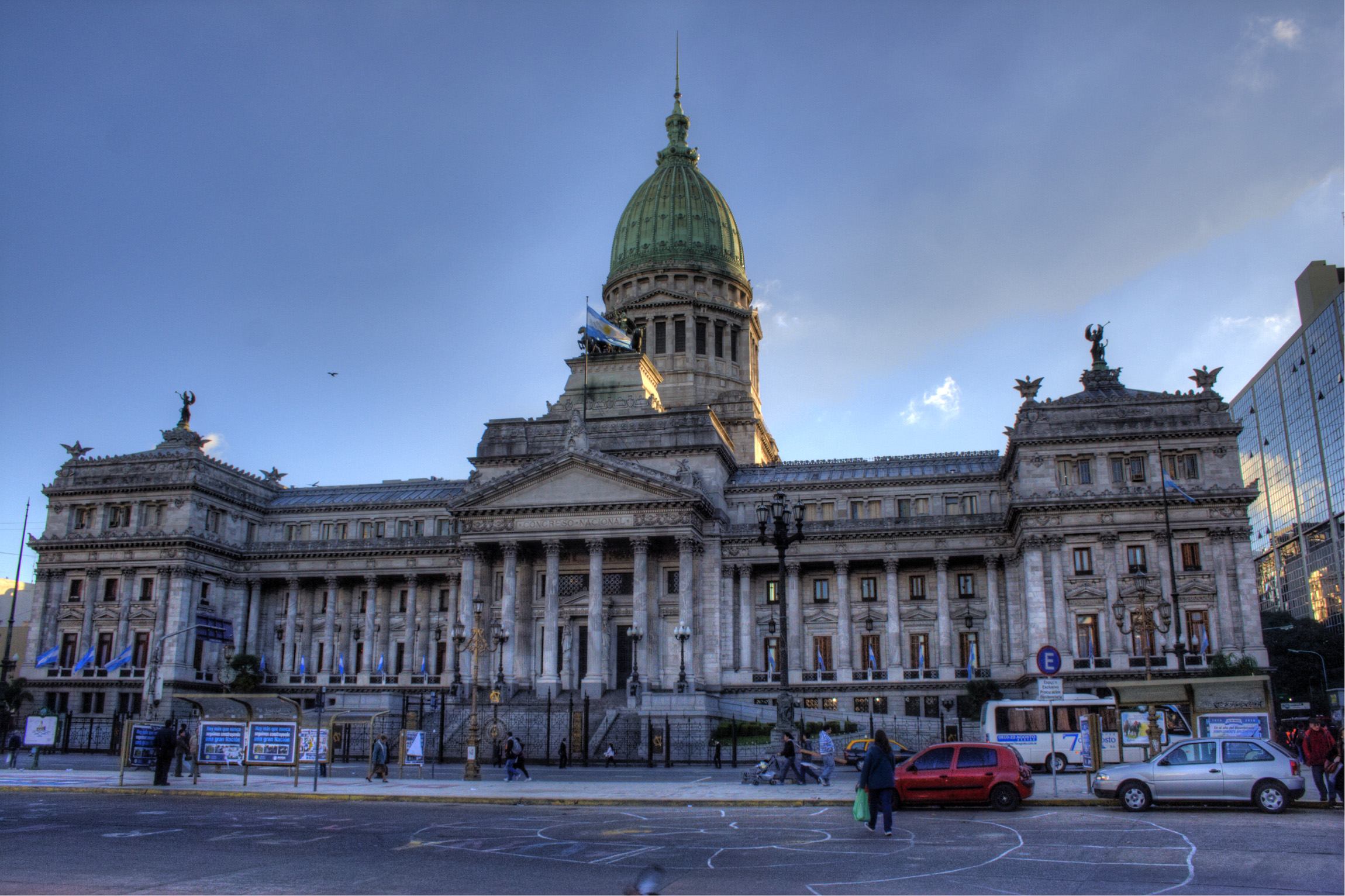
Palacio del Congreso de la Nación Argentina, construido por Víctor Meano, ejemplo de armonioso eclecticismo en el cual predominan detalles neoclásicos y neorenacentistas.

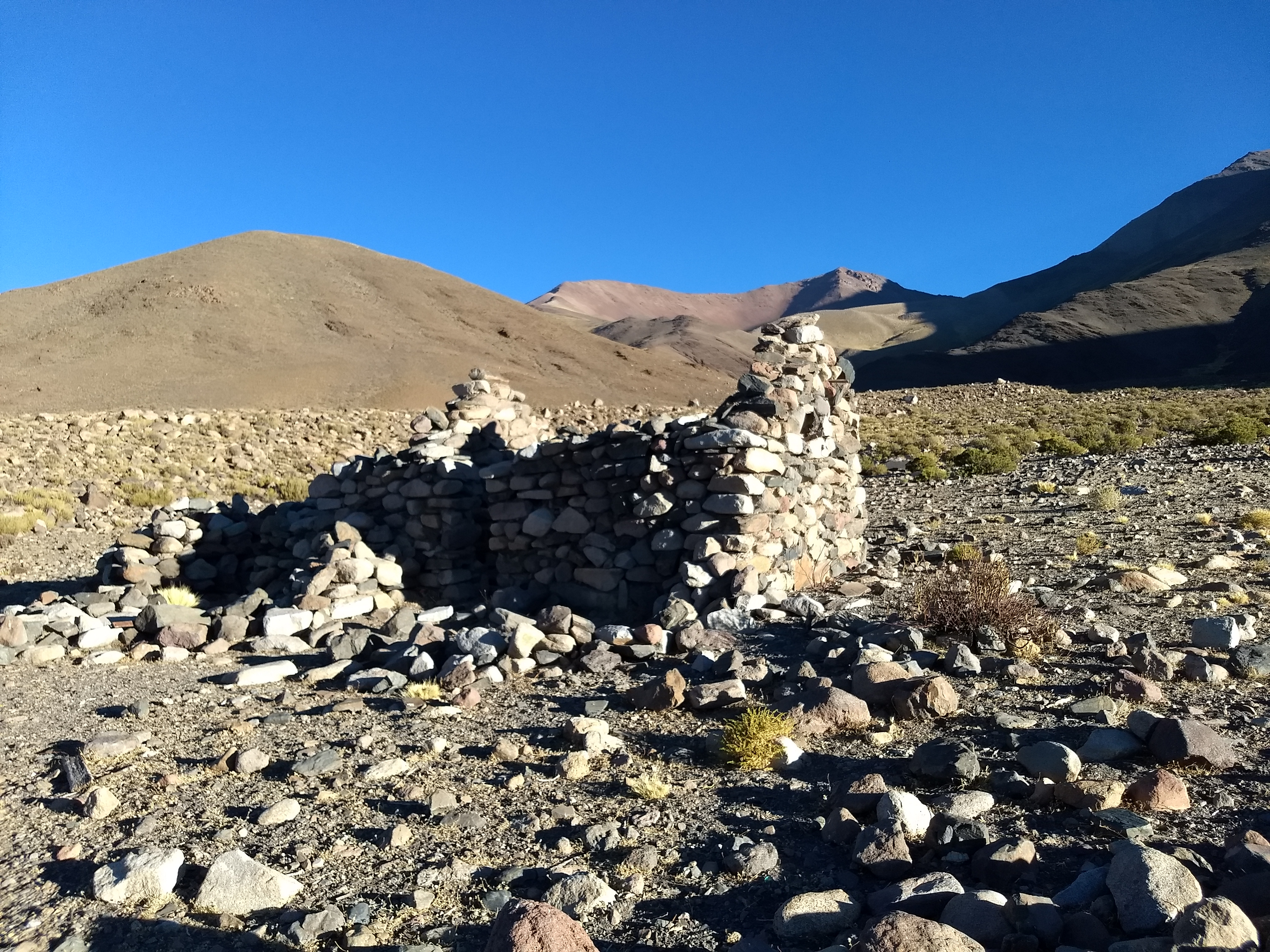
Casa antigua, construida con piedra sin argamasa. Usada por viajeros que transportaban ganado. Pie del Nevado de Acay, provincia de Salta.

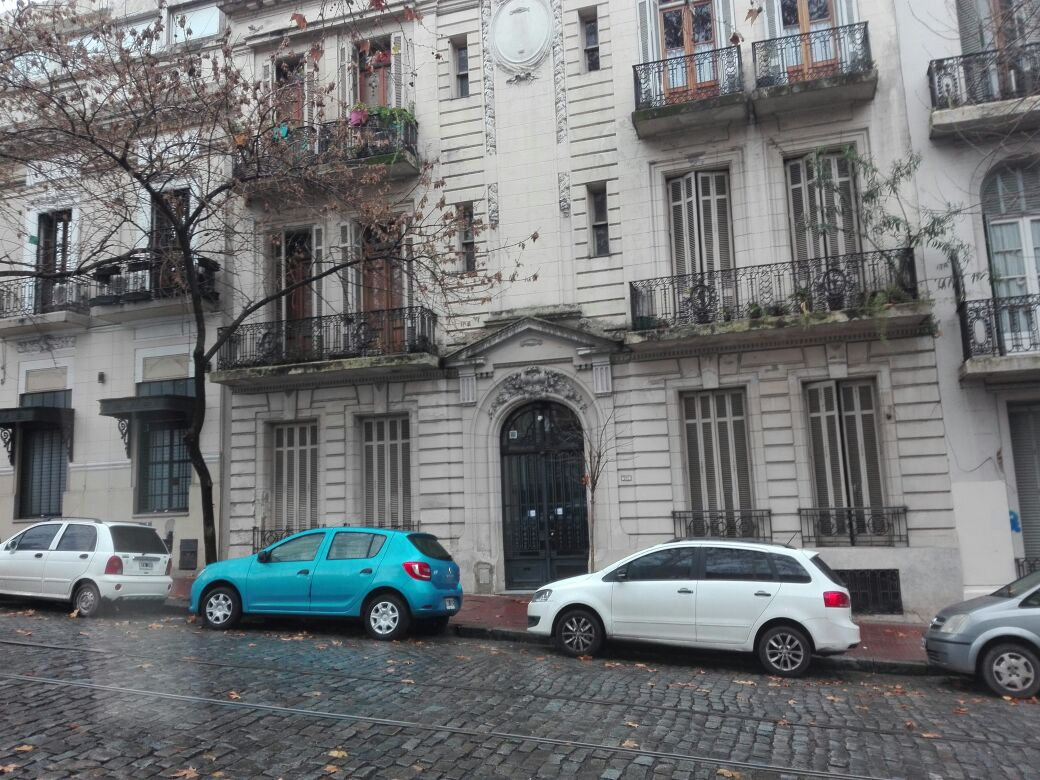
Fachada de una casa del, ubicada en la calle Humberto 1 y Balcarce, en la ciudad de Buenos Aires.

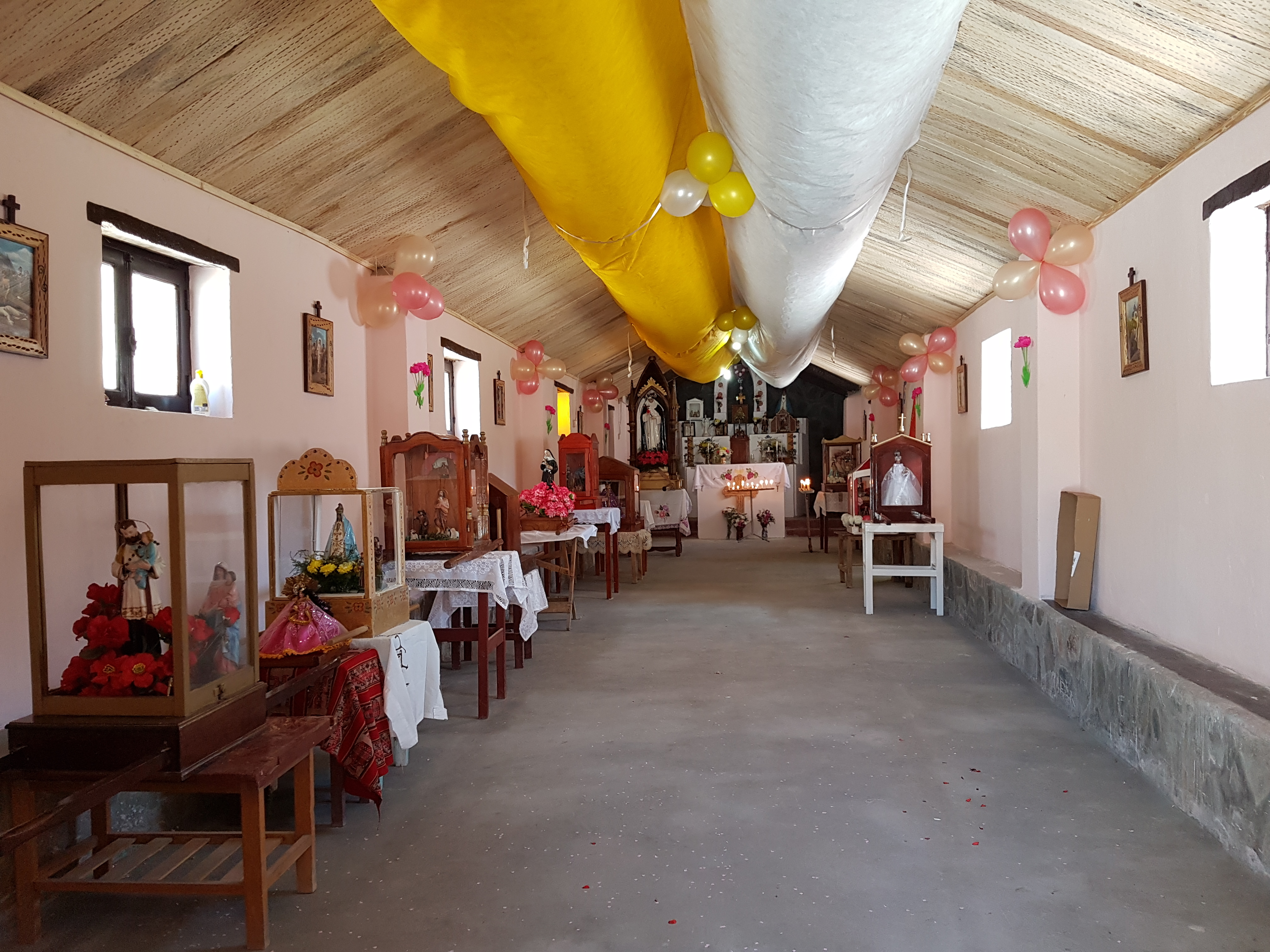
Interior de la capilla Santa Rosa de Lima en la localidad de Santa Rosa de Tastil, provincia de Salta.

Por arquitectura de Argentina se entiende a la existente desde el principio de la hispanización, aunque fuese en el siglo XVIII.

## Arquitectura y urbanismo precolombinos
En el territorio argentino hubo pocas urbanizaciones antes de la llegada de los europeos en el s. XVI, por lo cual lo poco que dejaron los indígenas auténticos, nativos del territorio que luego será Argentina:  (atacameños y paziocas por ejemplo)  y luego, los vestigios que brevemente dejaron los invasores quechuas del Tahuantisuyo (extranjeros invasores procedentes del Perú)  son pocas cosas:  pueden hallarse algunas construcciones precolombinas en el Noroeste, entre las cuales destacan: Tastil, el Pucará de Tilcara, el Shincal, las ruinas de Tolombón y de la antigua Quilmes, en los Valles Calchaquíes (no confundir con la populosa ciudad de Quilmes bonaerense), en general casi todas las edificaciones precolombinas más elaboradas son o han sido básicas: pequeños edificios construidos con adobes (hoy casi todos desaparecidos por la acción del tiempo, como ocurre en Palo Blanco) o lajas de piedra dispuestas en hiladas imbrincadas sin argamasa ni revoque ni ningún exornado permanente, con una reducida puerta de acceso y cubiertas con techos de paja. Una pequeña variante de esta arquitectura precolombina fueron las pocas viviendas colectivas semisubterráneas construidas por los henia-kamiare o comechingones en las zonas más frías de las Sierras de Córdoba y San Luis.

## Arquitectura en tiempos de  España y hasta aproximadamente los 1860

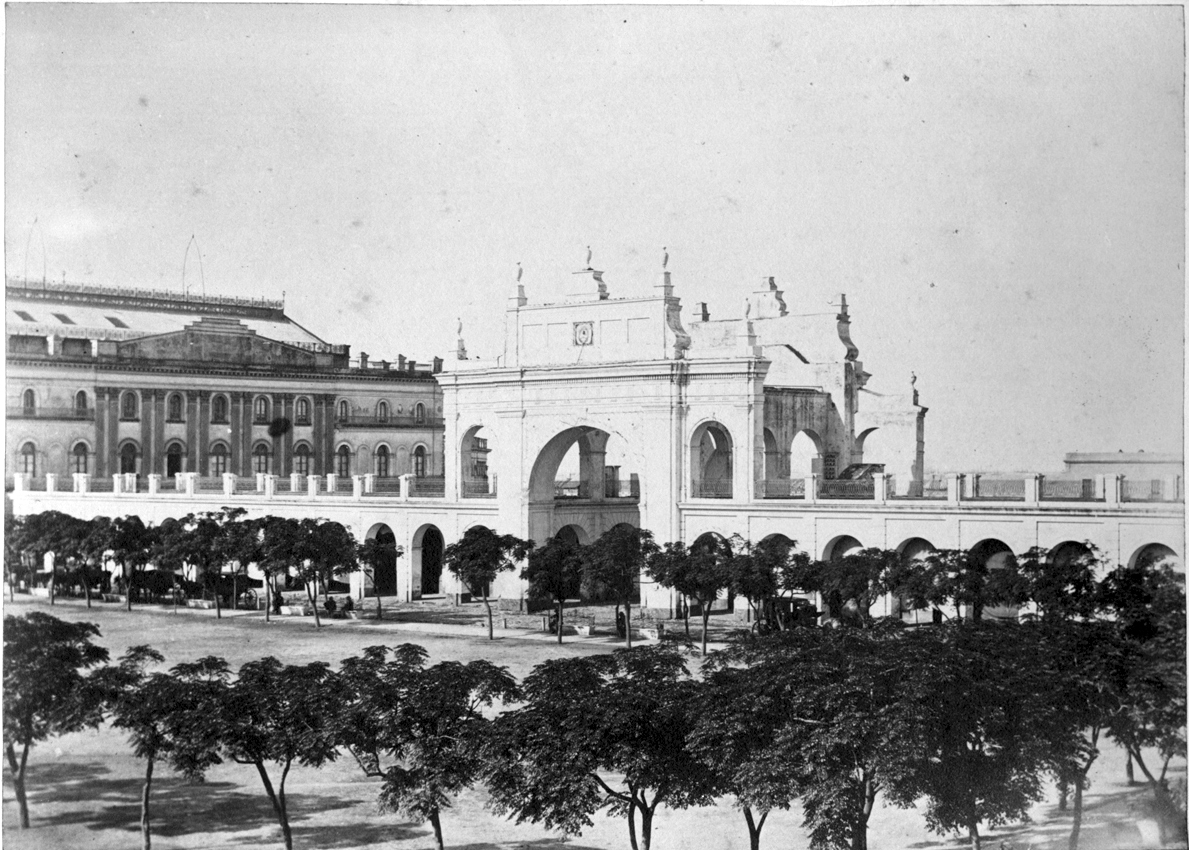
La demolida Recova Vieja de la ciudad de Buenos Aires que se emplazaba linealmente de norte a sur en el medio de la Plaza de Mayo, en 1864. Al fondo se puede apreciar el también demolido primer edificio del Teatro Colón.

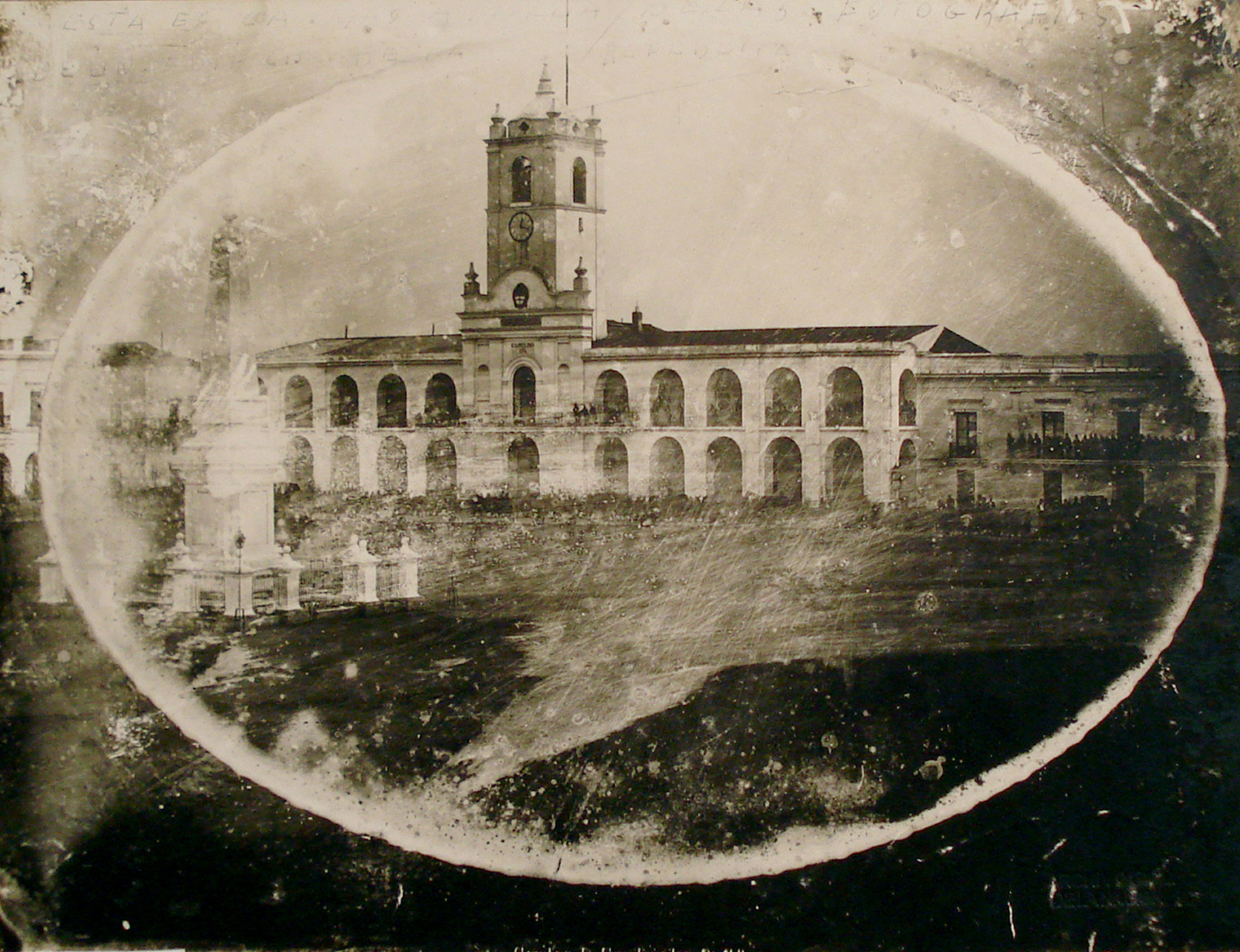
Primera fotografía (daguerrotipo) del Cabildo de Buenos Aires original, tomada en 1852. Todavía tenía el reloj español de 1763, y el Escudo Nacional en la fachada. Notar la ubicación de entonces para la Pirámide de Mayo y como el edificio del Cabildo porteño aún poseía cuatro arcadas más que ahora, las cuales fueron demolidas.

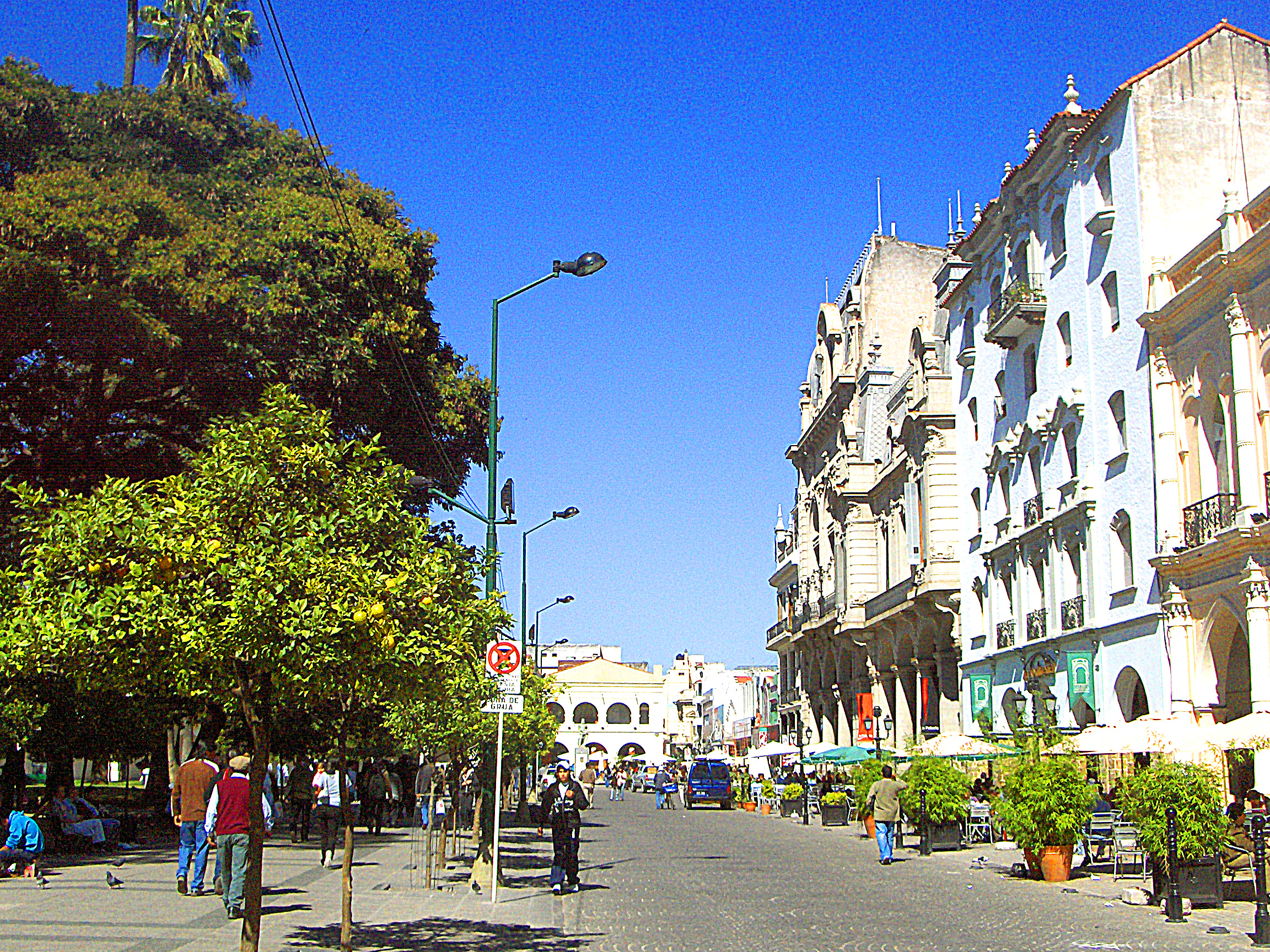
Recovas en la ciudad de Salta.

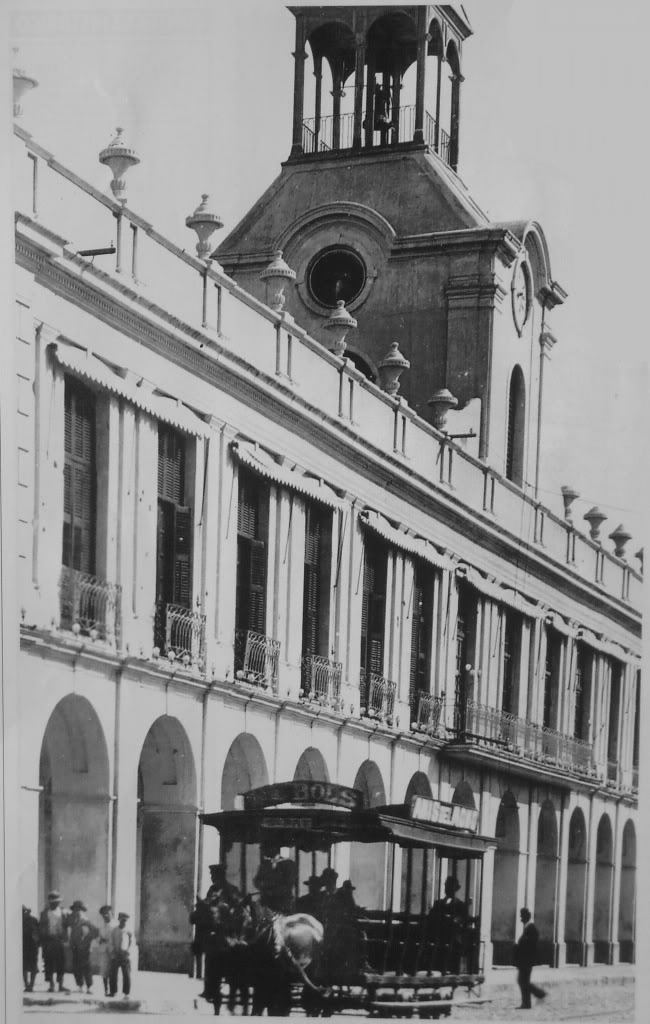
El edificio del Cabildo de Córdoba a fines de con su antigua torre, actualmente demolida.

La arquitectura de la Argentina se puede decir que empezó a inicios de la colonización española en el siglo XVI, a pesar de que fue en el siglo XVIII que las ciudades del país alcanzaron su esplendor. Ciudades como Córdoba, Salta, Mendoza, y también Buenos Aires, conservan una pequeña parte de su histórica arquitectura colonial española a pesar de su crecimiento urbano.
La simplicidad del estilo barroco rioplatense se aprecia (el cual pese a estar adscripto al barroco en lo arquitectónico, por su frecuente sencillez fue uno de los menos barrocos)  claramente en Buenos Aires, en las obras de los arquitectos italianos como Andrea Blanqui, Juan Bautista Prímoli y Antonio Masella, en las iglesias de San Ignacio, la basílica de Nuestra Señora del Pilar, la Catedral y el Cabildo de la misma ciudad. En cambio en las ciudades del Interior, especialmente en Córdoba y Salta se nota un barroco más elaborado, lo mismo que el singular barroco jesuíticomisionero que aún se puede admirar en las ruinas de San Ignacio Miní, Corpus, Loreto, etc. en la provincia de Misiones.
Ciudades como Córdoba, Salta y también Buenos Aires, conservaron su patrimonio histórico colonial a pesar del crecimiento. En la época colonial, siendo entonces el territorio que hoy es la actual Argentina uno de los territorios más periféricos, relativamente pobres y menos poblados del Imperio español, careció de muchos edificios importantes: se destacaron más que nada los templos de la Iglesia católica, por ejemplo los de la Catedral de Córdoba (Argentina) (obra cumbre del barroco colonial español en el territorio de Argentina) o las hoy en ruinas iglesias de San Ignacio Miní). En cuanto a la arquitectura civil esta fue austera; destacándose los edificios de los cabildos como el  (hoy demolido en más de un 50%) Cabildo de Buenos Aires, el Cabildo de Córdoba y el Cabildo de Salta, del antiguo Cabildo de San Miguel de Tucumán solo quedan fotos muy antiguas que indican era un relativamente gran edificio de dos plantas con arquerías corridas. Otros importantes edificios del tiempo de la colonia española también fueron demolidos, por ejemplo el adusto y sencillo Fuerte de Buenos Aires o la interesante Recova de Buenos Aires. En cuanto a la arquitectura civil llana, durante la colonia apenas llamaban la atención cerca de las Plazas Mayores (en pleno microcentro o casco histórico) algunas “mansiones” de familias adineradas que tenían más de una planta de elevación (y por eso eran llamadas altos) y un patio con aljibe rodeado de brocal, en lo demás casi la única vivienda familiar era el rancho con techo de paja (o como mucho lujo, con tejas musleras, techo a dos aguas, casi siempre construido con adobes, paredes con pocos vanos, por ejemplo pocas ventanas) sin vidrios en las pocas ventanas y frecuentemente con un aljibe o “balde”  o “jagüel” simple casi siempre sin brocal o con un brocal muy rudimentario.
El barroco se termina con la introducción del neoclásico, el cual llega unos años más tarde a la Argentina, trayendo la ideología de la vuelta al orden clásico de la arquitectura grecorromana. Este movimiento surge en el siglo XVIII y se extiende hasta el XIX, atravesando la revolución ante los españoles. El apogeo del neoclásico continúa luego de la caída del virreinato, ya que adopta esta cultura europea, es en este entonces que comienza la construcción de por ejemplo, el primer Teatro Colón, utilizando el hierro en su cubierta, material que medía el avance de un pueblo. Es importante mencionar los inicios de este estilo en Argentina, ya que se extienden a lo largo de la historia, podría decirse que en Buenos Aires, muchos edificios siguen este estilo, el cual va a prevalecer a lo largo de muchos siglos, manteniendo de alguna forma sus influencias europeas.
De la época de la Colonia han quedado valiosos edificios; la Manzana Jesuítica en la ciudad de Córdoba; la Manzana de las Luces en la Ciudad de Buenos Aires; Los Cabildos de ciudades como el Cabildo de la ciudad de Córdoba, Luján (Buenos Aires), el Cabildo de la Ciudad de Buenos Aires; la Casa de Tucumán (o Casa de la Independencia, la cual, como la Recova de Buenos Aires, es un ejemplo del estilo tardocolonial español); iglesias de los siglos XVI, XVII y XVIII en distintas partes del país; casas en los cascos antiguos, etc.
Aunque muchos crean que el enorme palacio de Juan Manuel de Rosas en la (entonces estancia  de San Benito de Palermo era de estilo colonial, lo cual hizo reafirmar a Domingo Faustino Sarmiento que hasta 1853 pudiendo haber tenido Rosas un palacio versallesco solo se contentó con proseguir la influencia de la “atrasada”  España) en realidad ya evidenciaba con líneas severas y simples el influjo de la arquitectura italiana.

## Desde 1860 a la Belle Époque e incluso el art déco

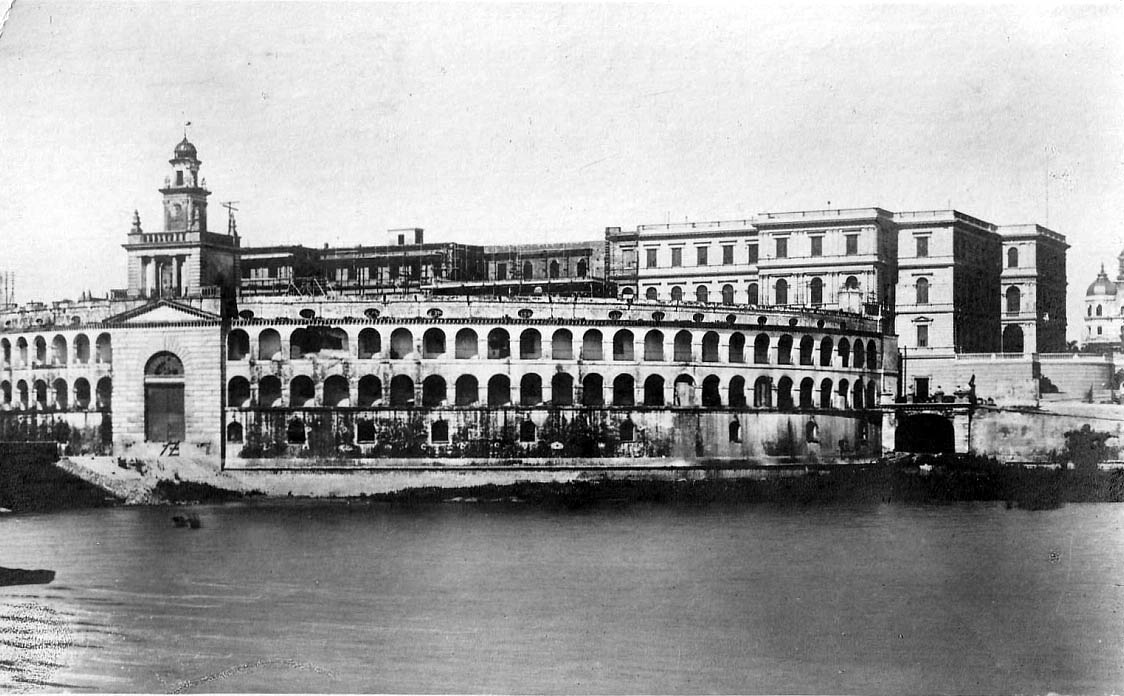
Foto de la demolida Aduana Nueva, con la Casa Rosada en construcción asomando detrás. (ca. 1890)

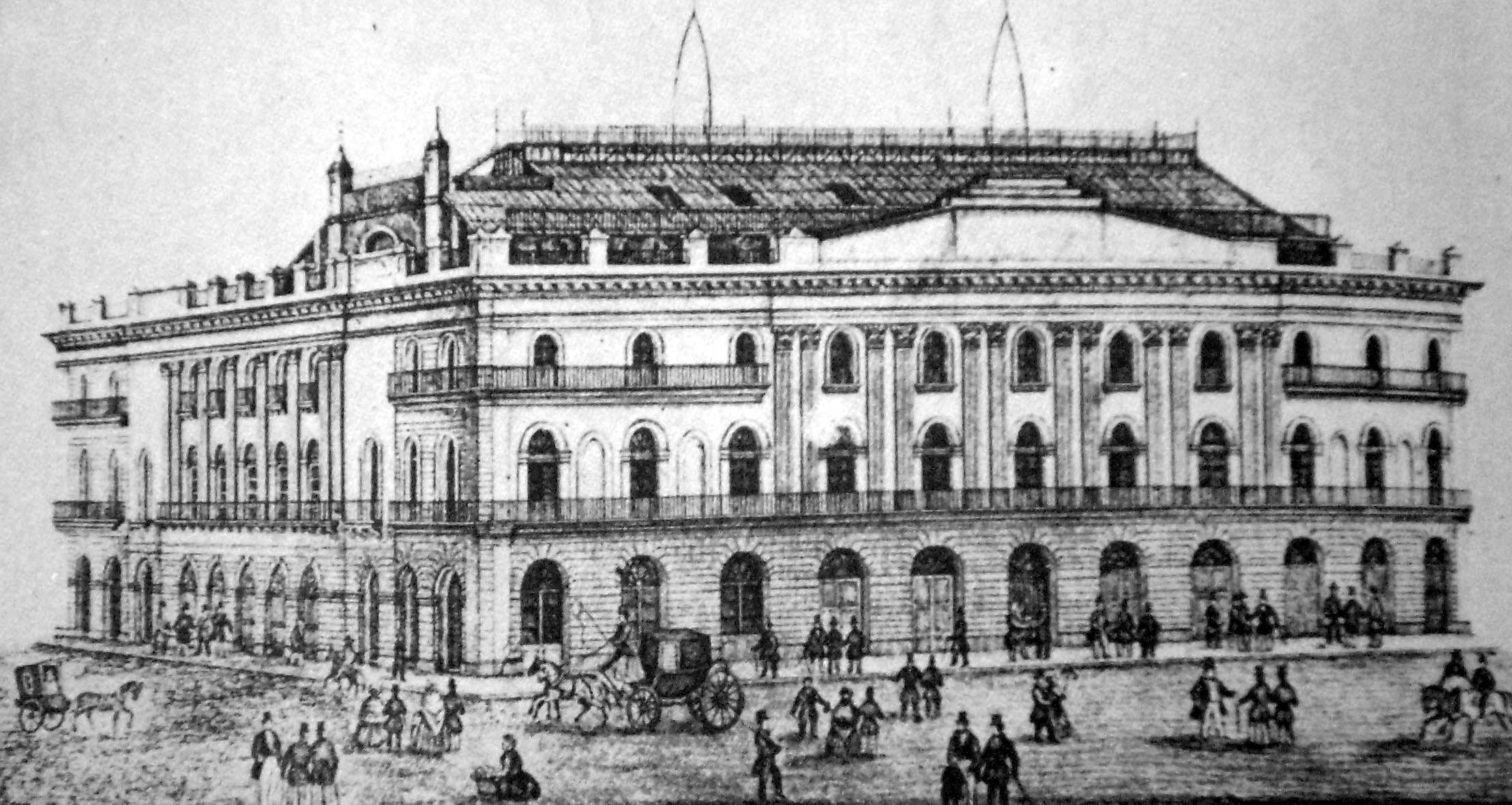
El demolido edificio del Primer Teatro Colón (1857-1888) frente al ángulo noreste de la Plaza de Mayo, hoy manzana del Banco Nación. El primer edificio del Teatro Colón estaba cubierto por un valioso techo de hierro forjado en Irlanda.

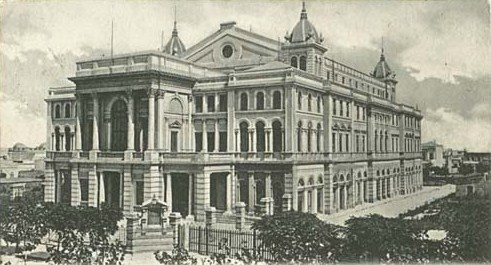
El destruido (en la segunda mitad de los 1970) Teatro Argentino de La Plata obra con detalles renacentistas diseñada por Leopoldo Rocchi; foto del edificio en una postal de principios del.

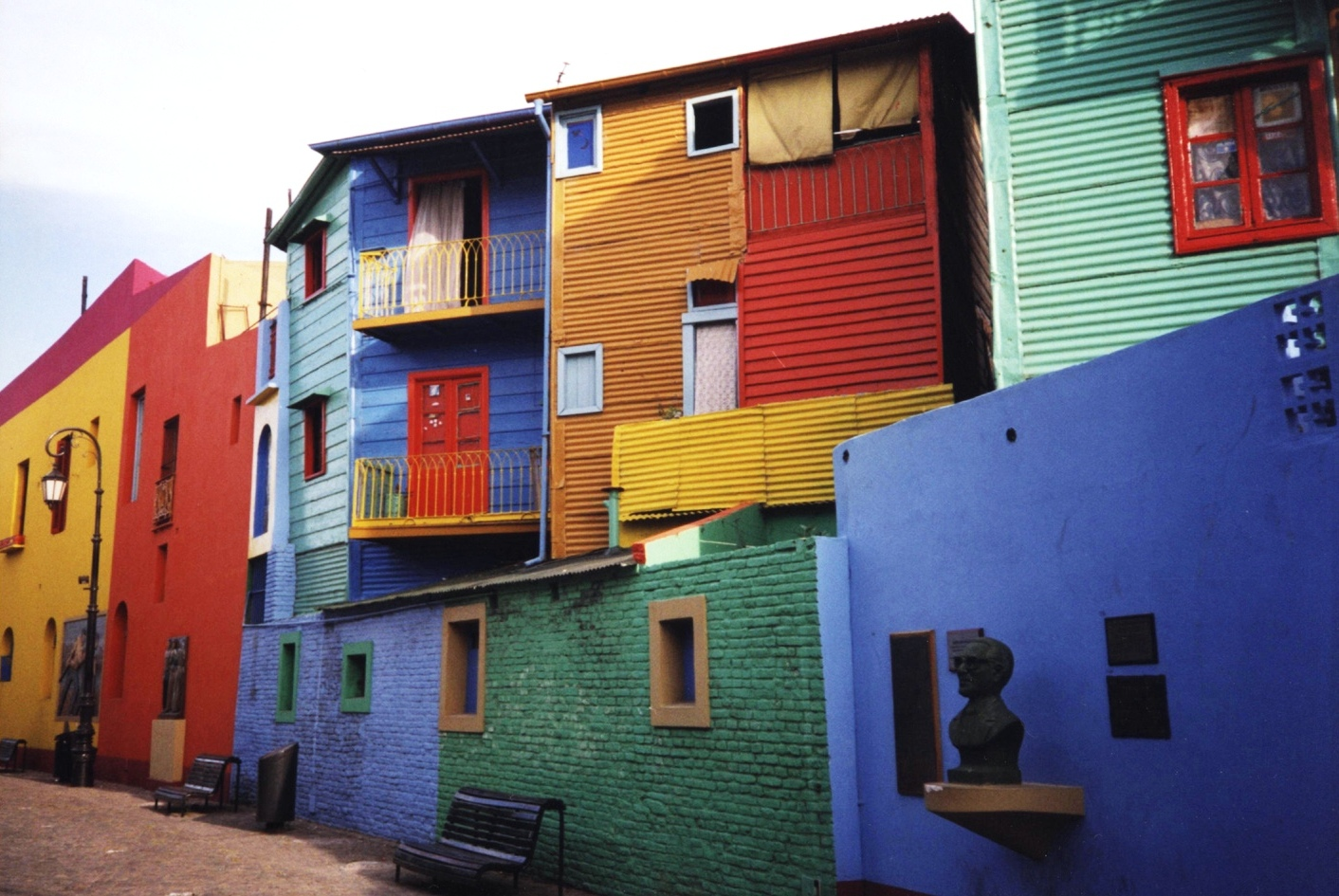
Conventillos del Barrio de La Boca que deben en gran medida su abigarramiento a la obra de Benito Quinquela Martín.

Luego de la reunificación argentina, y apaciguadas las luchas fratricidas, comenzó a mirarse con aprecio a la arquitectura europea no española, especialmente la italiana (como se observa en la Casa Rosada)  y la francesa, en el segundo caso se destacó Pierre Benoît. Desde 1853 a 1880 se destacó un estilo particular de Argentina, denominado italianizante que fusionaba la antigua arquitectura colonial con estilos clásicos, de ella quedan centenares de exponentes a lo largo y ancho del país.
Tras la batalla de Caseros en 1853 no solo hubo una premura de pintar de verde todo lo que antes estaba pintado de colorado (rojo)...faroles, puertas, ventanas, etc. ya que el rojo punzó era un símbolo del derrotado Partido Federal, sino que atinadamente se buscó darle un aspecto lo más europeo no hispanocolonial a las principales ciudades y de éstas a la ciudad de Buenos Aires (que entonces abarcaba aproximadamente la décima parte del actual territorio del área urbanizada de la ciudad de Buenos Aires).
Desde los 1860 se destaca el trabajo de los maestros mayores de obras, muchos de ellos italianos, que construyeron numerosamente viviendas en las principales ciudades argentinas, para las familias de la incipiente clase media fue típica la llamada casa chorizo llamada así porque dentro de una manzana edilicia tal tipo de vivienda, teniendo casi siempre un pequeño jardín delantero y casi absolutamente siempre un extenso jardín trasero (que solía servir de gallinero y huerta hogareña), uniendo tales jardines poseía un relativamente largo pasillo al cual daban longitudinalemte las principales «piezas» (cuartos) e incluso (bastante separados el uno de la otra) el baño (de pozo ciego) y la cocina hogareña adyacente a un salón comedor para una familia numerosa.
A partir de 1880 comienzan a prosperar los movimientos academicistas, eclécticos e historicistas como las obras realizadas por el argentino Pedro Benoit (hijo del francés Pierre Benoît). Paralelamente en ese mismo período el estilo art nouveau se desarrolló en distintas ciudades del país, encontrándose hoy en casi todas las grandes ciudades como Buenos Aires, Rosario, ciudad de Córdoba, Tucumán, Mendoza entre otras ciudades grandes, medianas y pequeñas; miles de obras; siendo este estilo uno de los más abundantes. De fines del siglo XIX data la construcción de la Avenida de Mayo en la Capital Federal, la cual comenzó a abrirse en 1889 y fue inaugurada en 1894, la Avenida de Mayo -cuyos edificios originales indudablemente poseían grandes valores arquitectónicos bellepoquianos- tuvo sin embargo ciertos hechos contradictorios en su construcción: se demolió gran parte del Cabildo de Buenos Aires y totalmente la Recova de la Plaza de Mayo porque según las opiniones de entonces, tales edificios de tal valor histórico recordaban a la época de la colonia española, del mismo modo fueron demolidos la entonces moderna Aduana Nueva o Aduana Taylor y el primer edificio del Teatro Colón. Ya en 1910 el célebre periodista viajero francés Jules Huret se sorprendía por la velocidad con que se construían edificios y se demolían otros en la ciudad de Buenos Aires (la arquitectura en Argentina ha sufrido y sufre las destrucciones de edificios valiosos en «aras del progreso» que muchas veces es un mero pretexto para la especulación inmobiliaria como ocurrió en los 1990 con la demolición del histórico Teatro Odeón y aún se prosigue en gran parte de la ciudad de Buenos Aires).
De fines de siglo XIX uno de los capitales «productos» fue la ciudad de La Plata, con edificios clasicistas bellepoquianos como el destruido (tras la segunda mitad de los 1970)  edificio original del Teatro Argentino de La Plata y el inicio de la neogótica Catedral de La Plata debida en gran parte a Pedro Benoit, la ciudad de La Plata es llamada la ciudad de las diagonales por influjo del París planeado por el barón de Haussmann, en la ciudad de Buenos Aires se inició también una muy lograda réplica del París hausmanniano al construirse avenidas diagonales que parten desde el oeste de la Plaza de Mayo (Diagonal Norte y Diagonal Sur), el proyecto inicial planteaba construir más diagonales en el centro de la ciudad de Buenos Aires.
...Paralelamente, en el barrio de La Boca y en su inmediata (solo el Riachuelo es la cesura y a la vez el elemento geográfico que les une) ciudad de Avellaneda se construían conventillos de chapa acalanada para ser inquilinatos en los que se alojaban inmigrantes europeos; Benito Quinquela Martín, con un criterio popular-vanguardista  fue uno de los artistas dotados de gran intuición y sentido estético a quienes se le ocurrió pintar abigarradamente (inicialmente con las pinturas antióxido que sobraban de los barcos) a los pobres conventillos de La Boca transformándolos visual y urbanísticamente en obras de arte.

### Arquitectura de Buenos Aires (1885-1900)

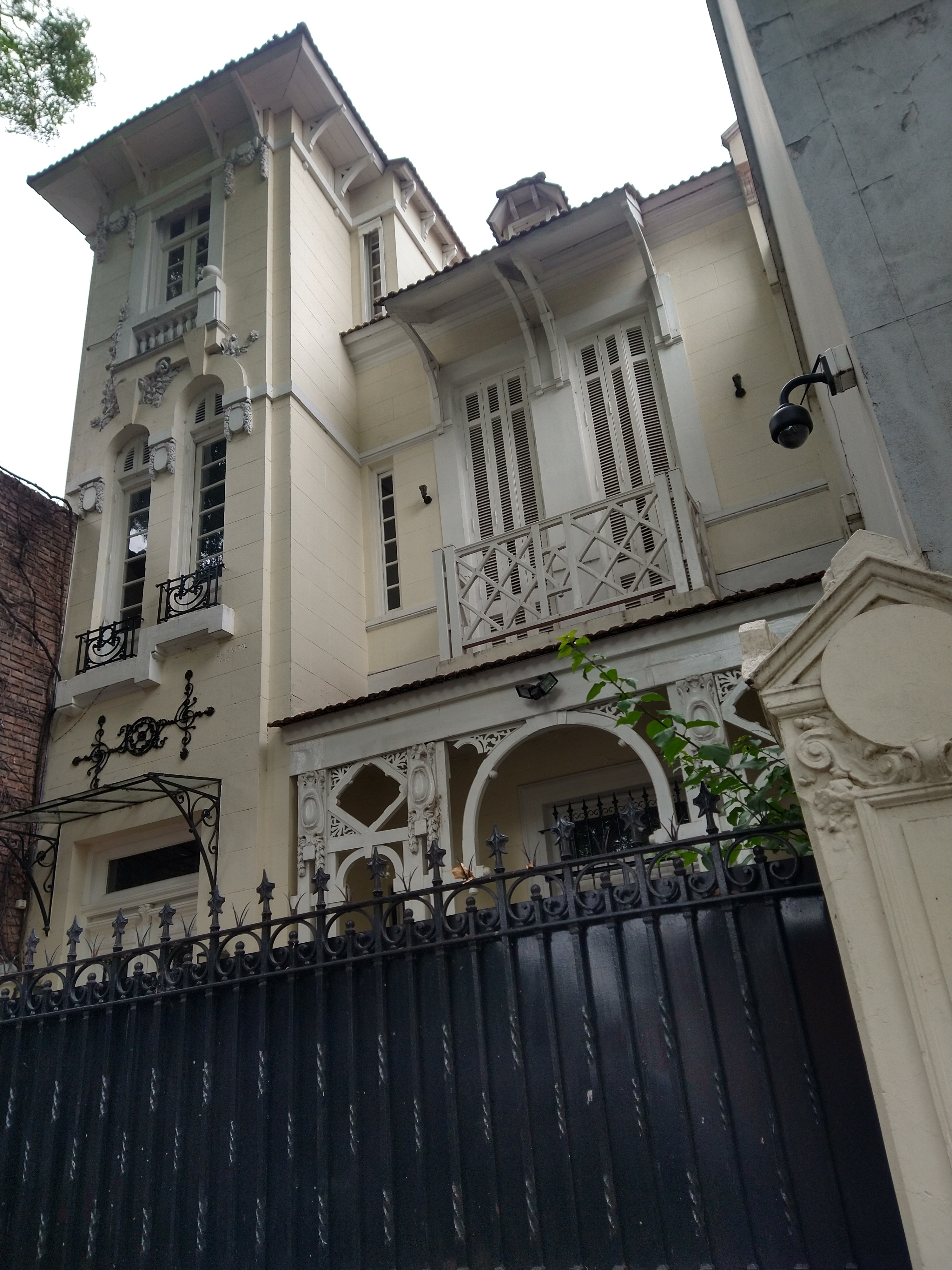
Casa de los barrios tradicionales de Buenos Aires

En la década de 1880 el gobierno liberal conservador liderado por Julio Argentino Roca, alcanzaba su apogeo en una nación unificada y dirigida por una élite con un control económico y político sin precedentes, se expandía la actividad industrial, crecían las exportaciones y se acentuaban las diferencias entre el estancamiento económico del interior del país y el avance de la zona portuaria de Buenos Aires. En este año, se sanciona en el Congreso la ley por la cual Buenos Aires se convierte en la Capital Federal de la Argentina.
Era una ciudad chata, densa en el centro, con un trazado de calles regulares cortado por alguna plaza pública; sin desagües y con un limitado servicio de agua potable, que contrastaba con algunos suntuosos edificios privados, religiosos y públicos de estilo renacentista italiano.
La ciudad de Buenos Aires absorbió el mayor número de inmigrantes entre 1871 y 1887, el número de personas por casa pasó de cerca de 8 a cerca de 13 personas.
La mayoría de las casas de la ciudad en 1887 se destinaban a viviendas o a viviendas con un comercio adosado al frente, tenían una sola planta, una de cada 3 estaba alumbrada a gas y una de cada 5 estaba conectada al servicio de agua corriente, el resto extraían el agua de los pozos y algunas contaban con aljibes. La mayoría se ubicaba en los barrios inmediatos al antiguo centro, como Balvanera, El Pilar, El Socorro, La Boca y San Cristóbal, la típica casa de la ciudad tenía entre 3 y 6 piezas, pero también había casas con 11 a 15 piezas.
A principios de 1870 la ciudad de Buenos Aires fue afectada por una epidemia de cólera y al año siguiente por una de fiebre amarilla, lo que hizo que las familias más adineradas emigraran desde el Sur de la Plaza de Mayo, donde quedaban sus viejas casonas coloniales de una sola planta, con sucesivos patios rodeados de habitaciones, hacia el Norte de Avenida Rivadavia, donde la alta burguesía se instaló en casas de 2 o 3 pisos tipo petit-hotel.
Esas grandes casonas del sur fueron abandonadas, o alquiladas por piezas, y en ambos casos su destino fue el conventillo, casi la única opción disponible para la creciente masa migratoria.
Constituyeron la respuesta del sector privado a la demanda de la vivienda de los sectores con bajos ingresos. Eran casas heredadas del modelo de la casa española e italiana del Mediterráneo, algunas de estilo italianizante, mantenían el patio como centro de la vida familiar y su número definía la categoría de la vivienda. Al primer patio daban la sala y el comedor, al segundo los dormitorios, y al tercero (si lo había) los servicios y se usaba como huerto.
Según el censo de 1887 vivían en conventillos el 28,7% de la población, hasta 41 personas por conventillo, más de la mitad eran extranjeros y predominaban los varones.
El trazado original de Buenos Aires, como muchas otras ciudades coloniales hispanoamericanas, era el damero, un trazado que no se modificó ya que sus manzanas cuadradas e idénticas se prestaban a una división interna que permitía un máximo aprovechamiento de los frentes a la calle, favoreciendo las pretensiones de los especuladores.
Las dos principales figuras que impulsaron la transformación de Buenos Aires, fueron el intendente Torcuato de Alvear y su colaborador el arquitecto Juan Antonio Buschiazzo, quienes intentaron mejorarla con conocimientos y modelos utilizados en las ciudades europeas.
Dos fueron los proyectos de la administración de Alvear que cambiaron la imagen física del centro de la ciudad, la remodelación de la Plaza de Mayo y la apertura de una avenida que partiendo de la Plaza se dirigía hacia el oeste y debía culminar en una gran plaza y un edificio público. La construcción de la Avenida de Mayo trajo varios pleitos de expropiación, pero luego incorporó a la ciudad su primer boulevard que pronto se convirtió en un lugar de paseo y de intensa actividad comercial, comparado con un boulevard de París, era algo que enorgullecía a la élite porteña.
Para la clase alta fueron prioritarias las necesidades de una ciudad moderna, por lo tanto el embellecimiento tomado del modelo europeo, definió su transformación. La amenaza de epidemias hizo que se construyeran cloacas y redes de agua corriente. Se construyeron edificios públicos, como el depósito de agua de la Avenida Córdoba y Paraguay, el Departamento Central de Policía y la Casa de Gobierno, se proyectaron el Palacio de Justicia, el Teatro Municipal y el Palacio para el Congreso. Se expandió la red de tranvías, y los ferrocarriles unían a Buenos Aires con las principales ciudades del país, se construyeron escuelas y nuevas facultades en la Universidad de Buenos Aires.
Entre 1880 y principios del siglo XX, la imagen urbana de Buenos Aires se transformó radicalmente. La antigua Gran Aldea de mediados del siglo XIX perdió sus rasgos coloniales, con la incorporación de nuevos edificios gubernamentales y privados que seguían los modelos estilísticos europeo. De inspiración italiana, francesa y más adelante ecléctica, lo nuevo dejaba atrás los estilos coloniales y neoclásicos de principio del siglo XIX, para transformar a Buenos Aires en «la París de América del Sur».

## Primera mitad delsigloXX

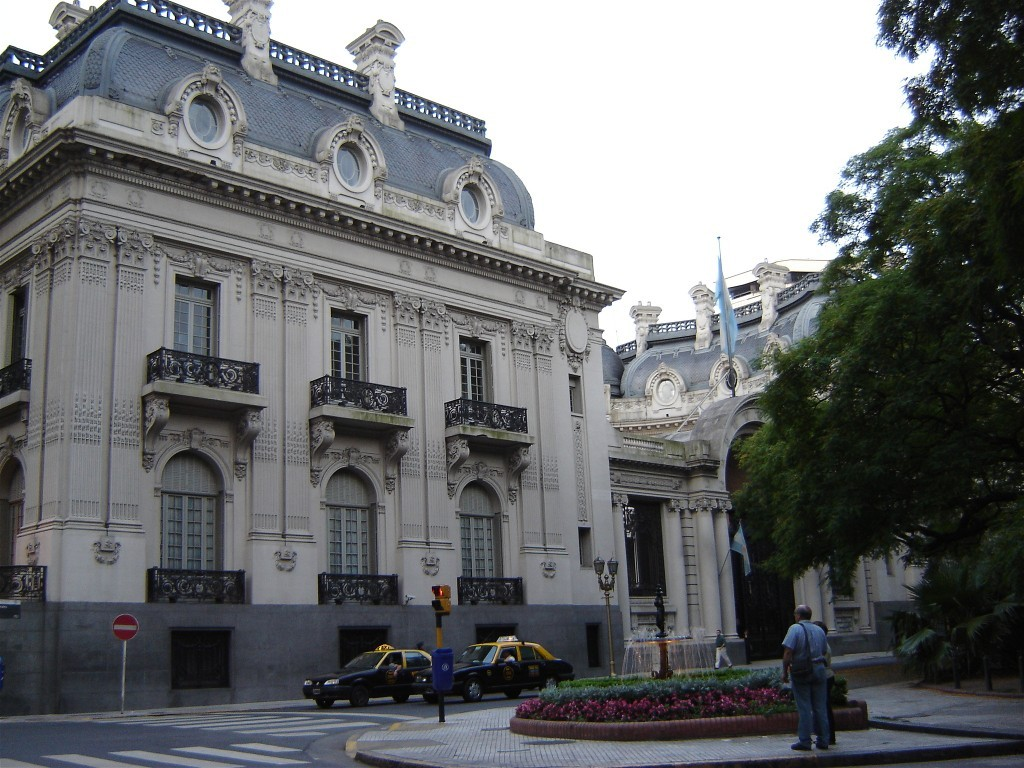
Fachada principal del Palacio San Martín uno de los relictos de la Belle Époque en la ciudad de Buenos Aires, notar como uno de sus detalles las mansardas.

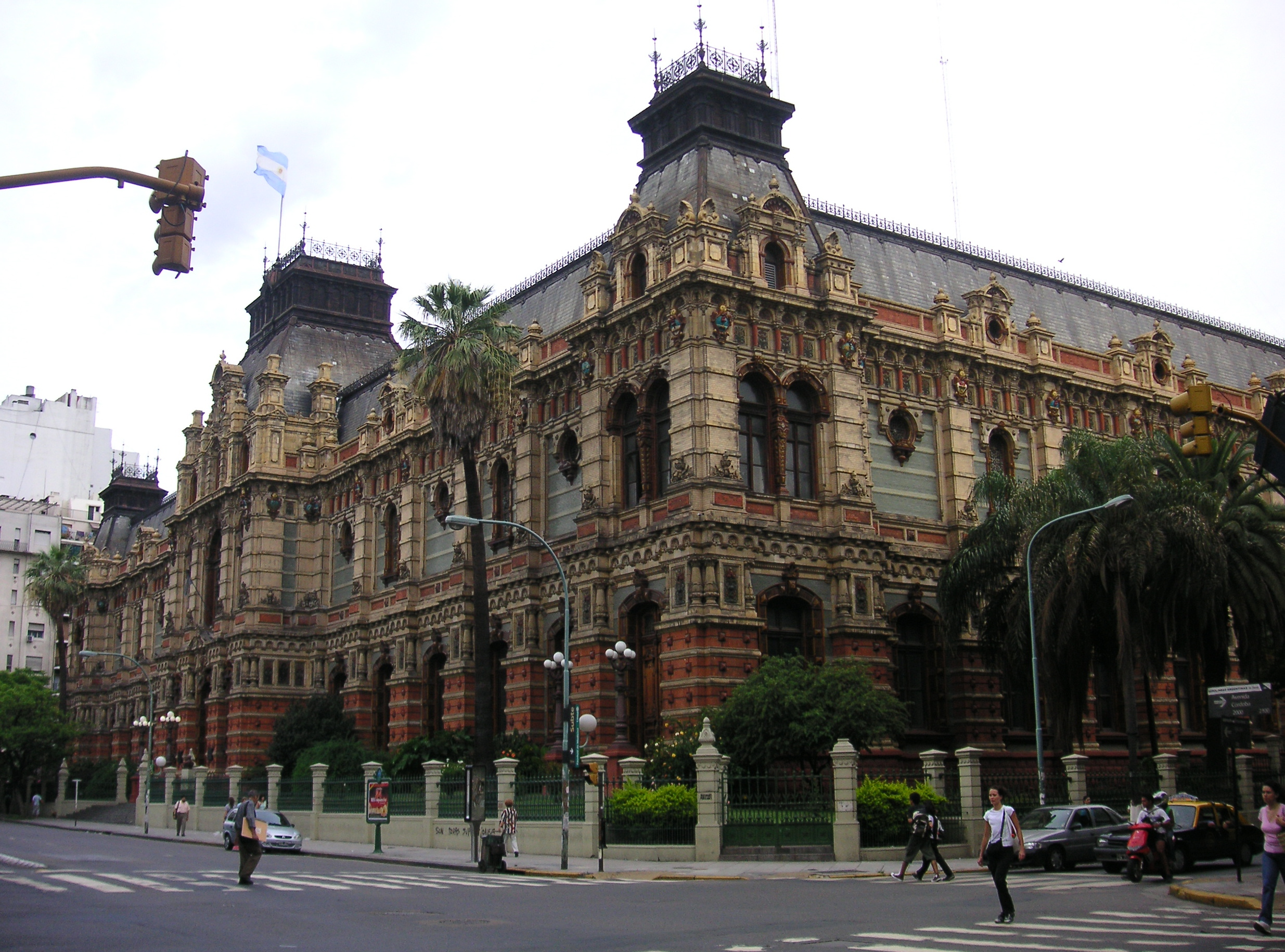
Palacio de Aguas Corrientes.

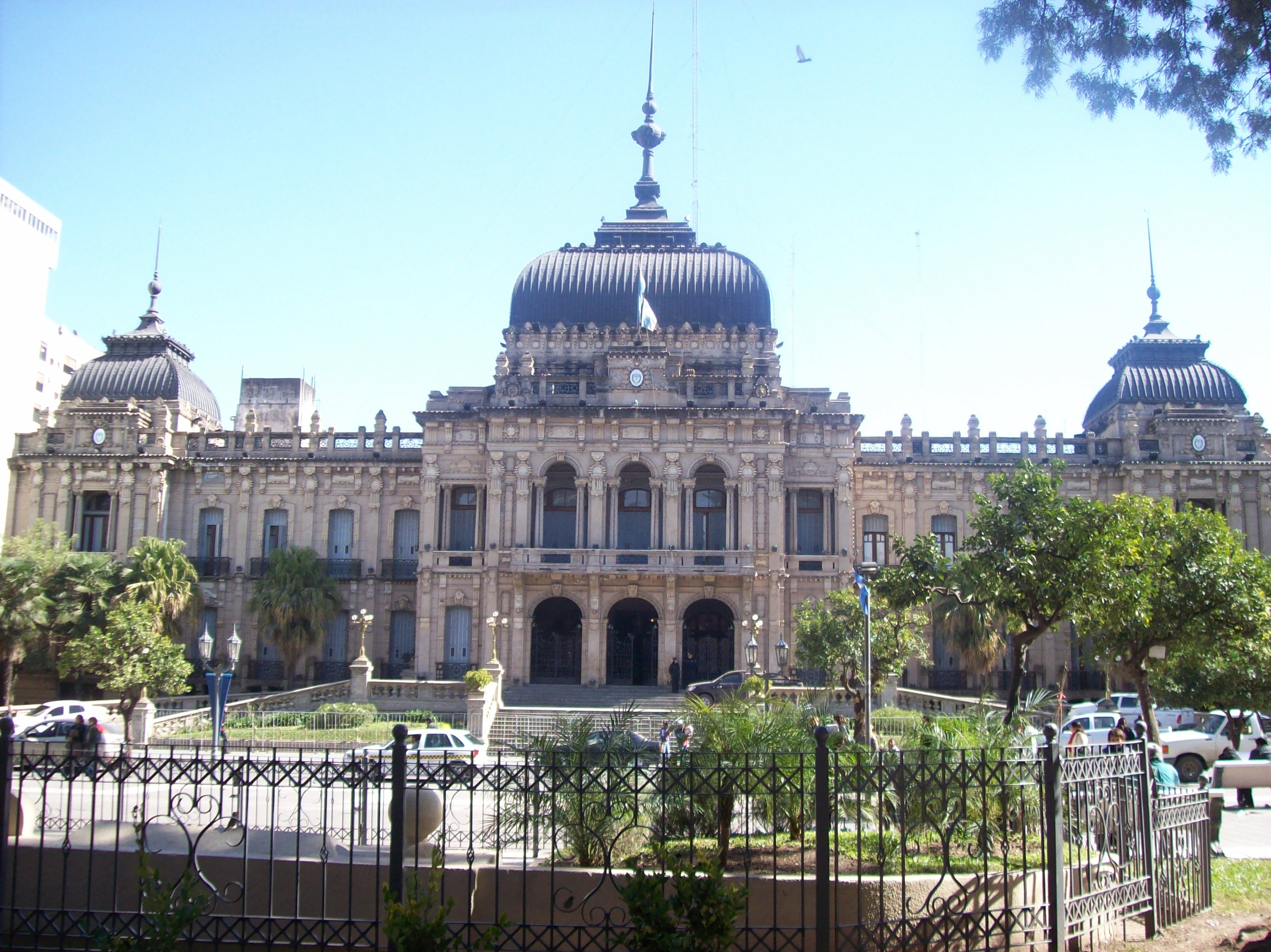
Casa de Gobierno de Tucumán.

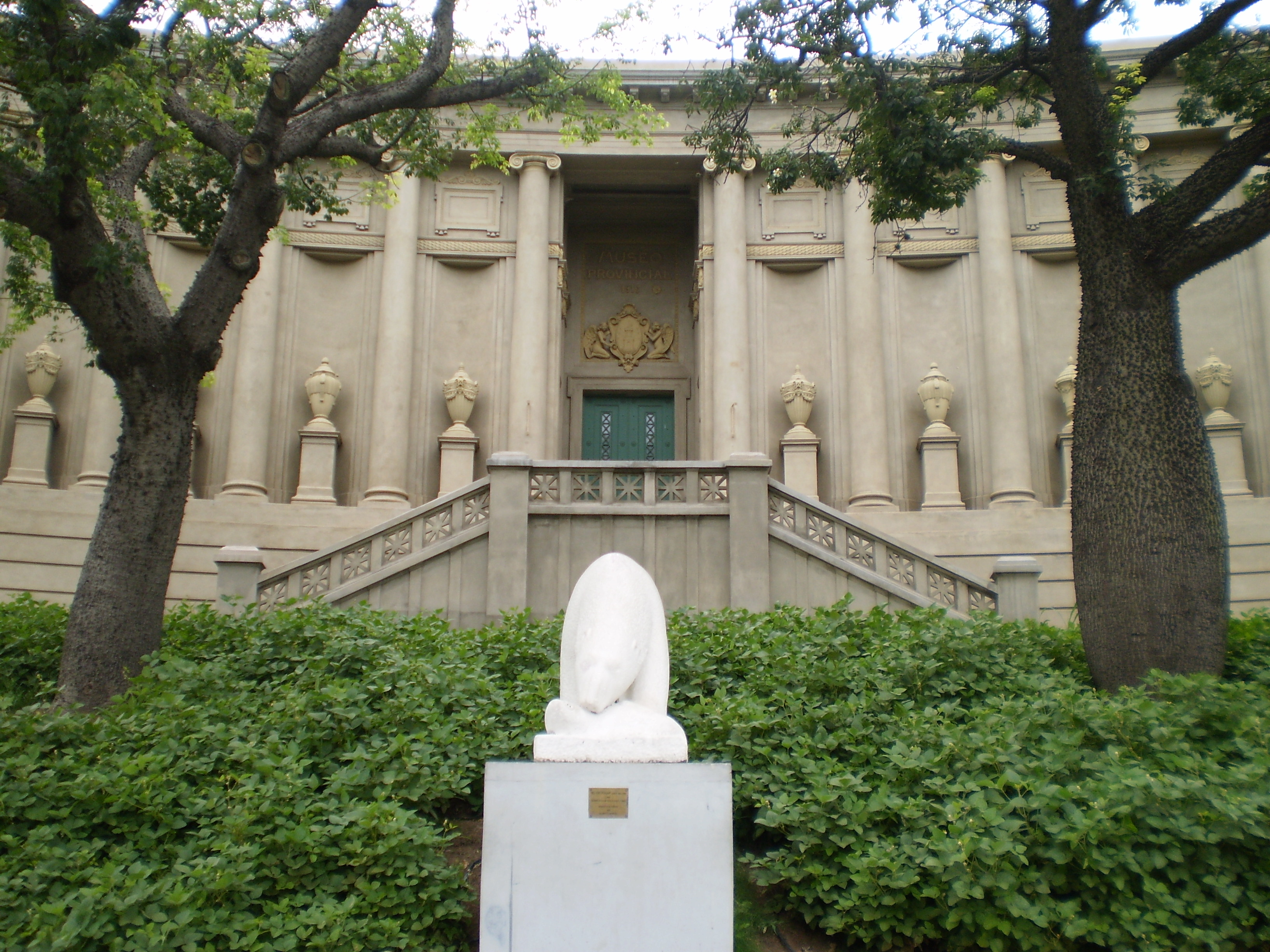
Frente principal y original -neoclásico - del Museo Provincial de Bellas Artes Emilio Caraffa, precedido por la escultura del Oso Polar o «Monumento a la Antártida Argentina» (los dos árboles que flanquean a la escultura son Chorisias), en la ciudad argentina de Córdoba.

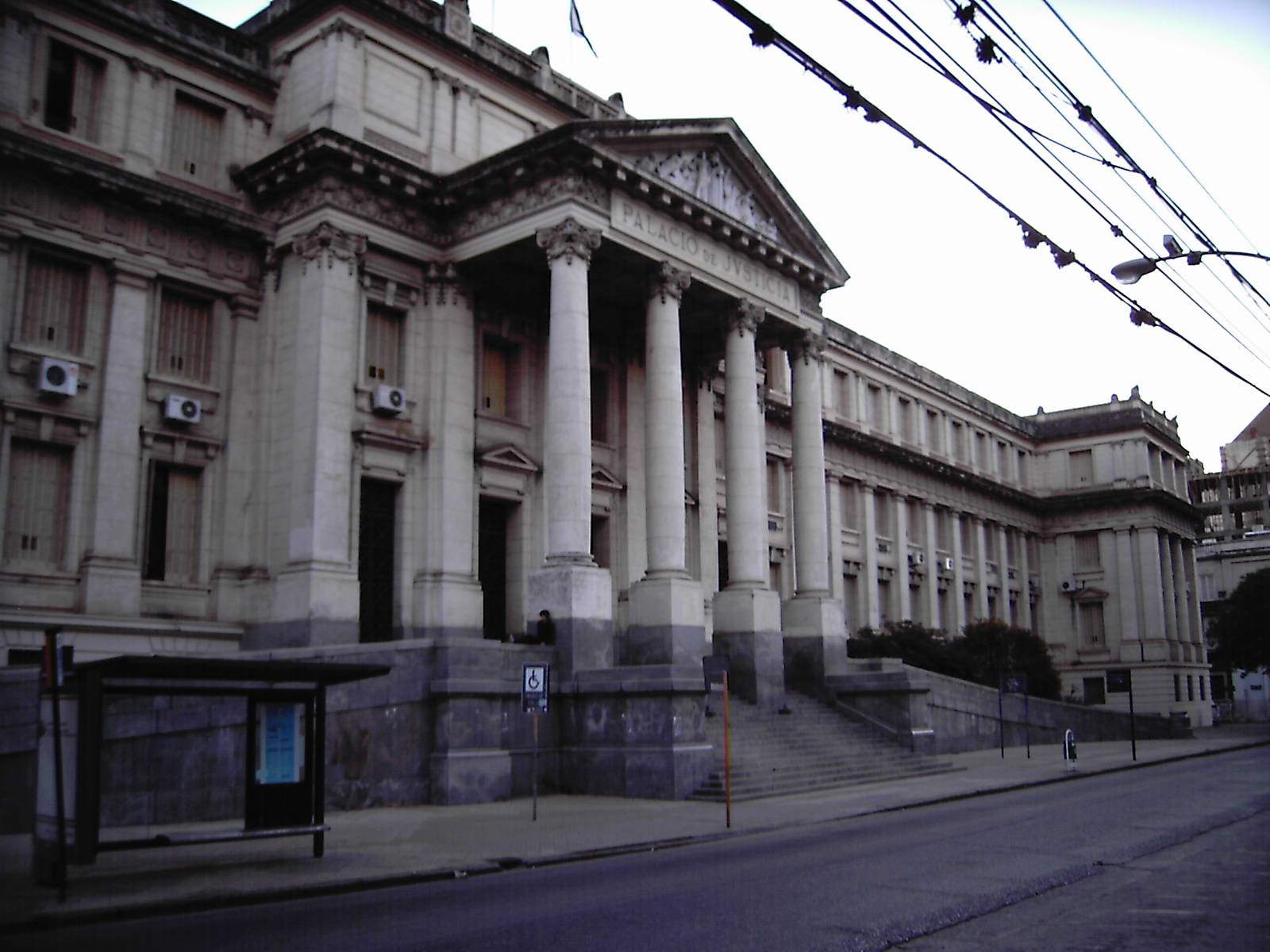
Palacio de Justicia de Córdoba uno de los más depurados representantes del neoclasicismo.

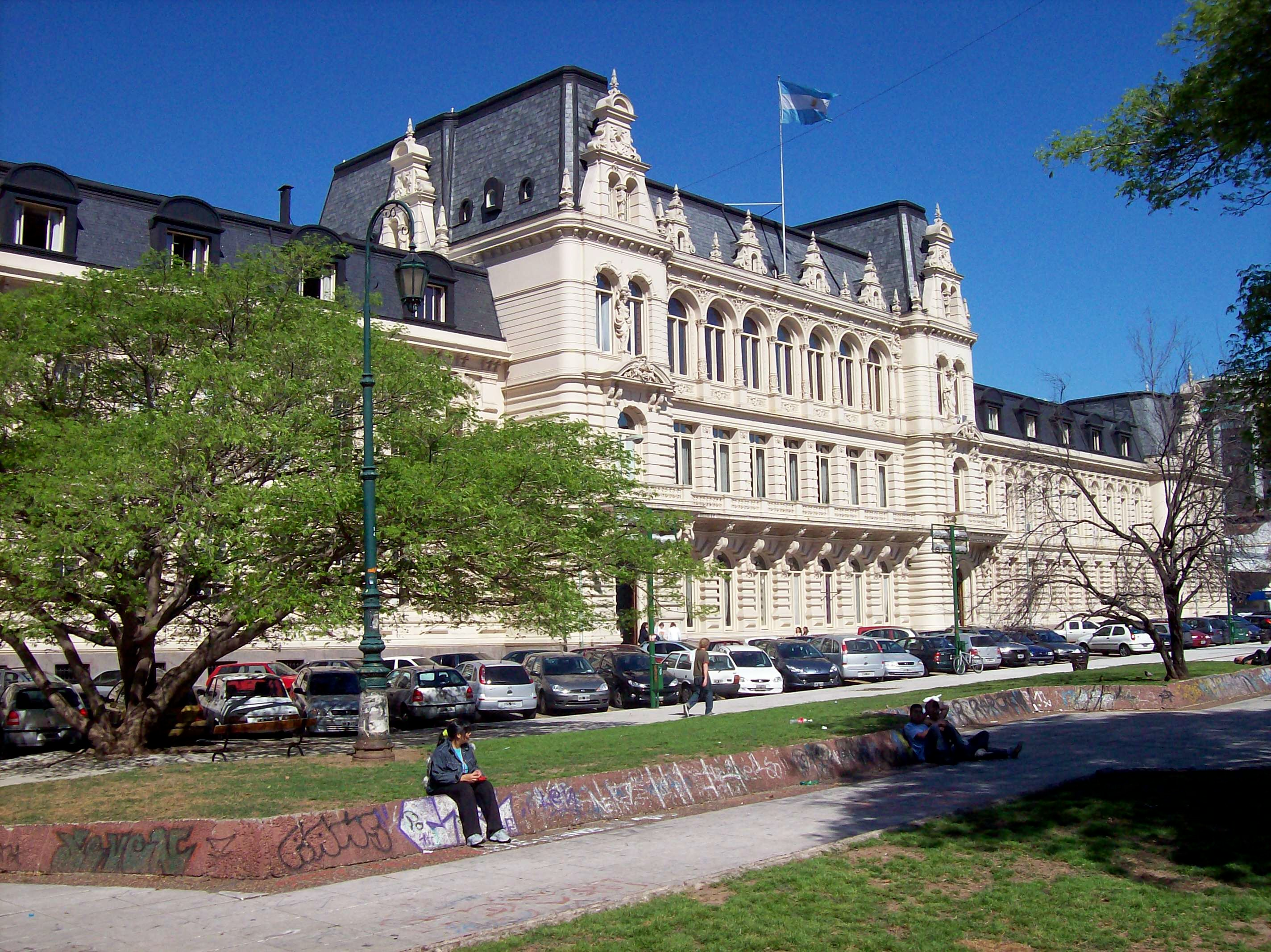
Palacio Sarmiento o Palacio Pizzurno, una de las edificaciones bellepoquianas aún superstites en Argentina, notar cómo arquitectónicamente es un château.

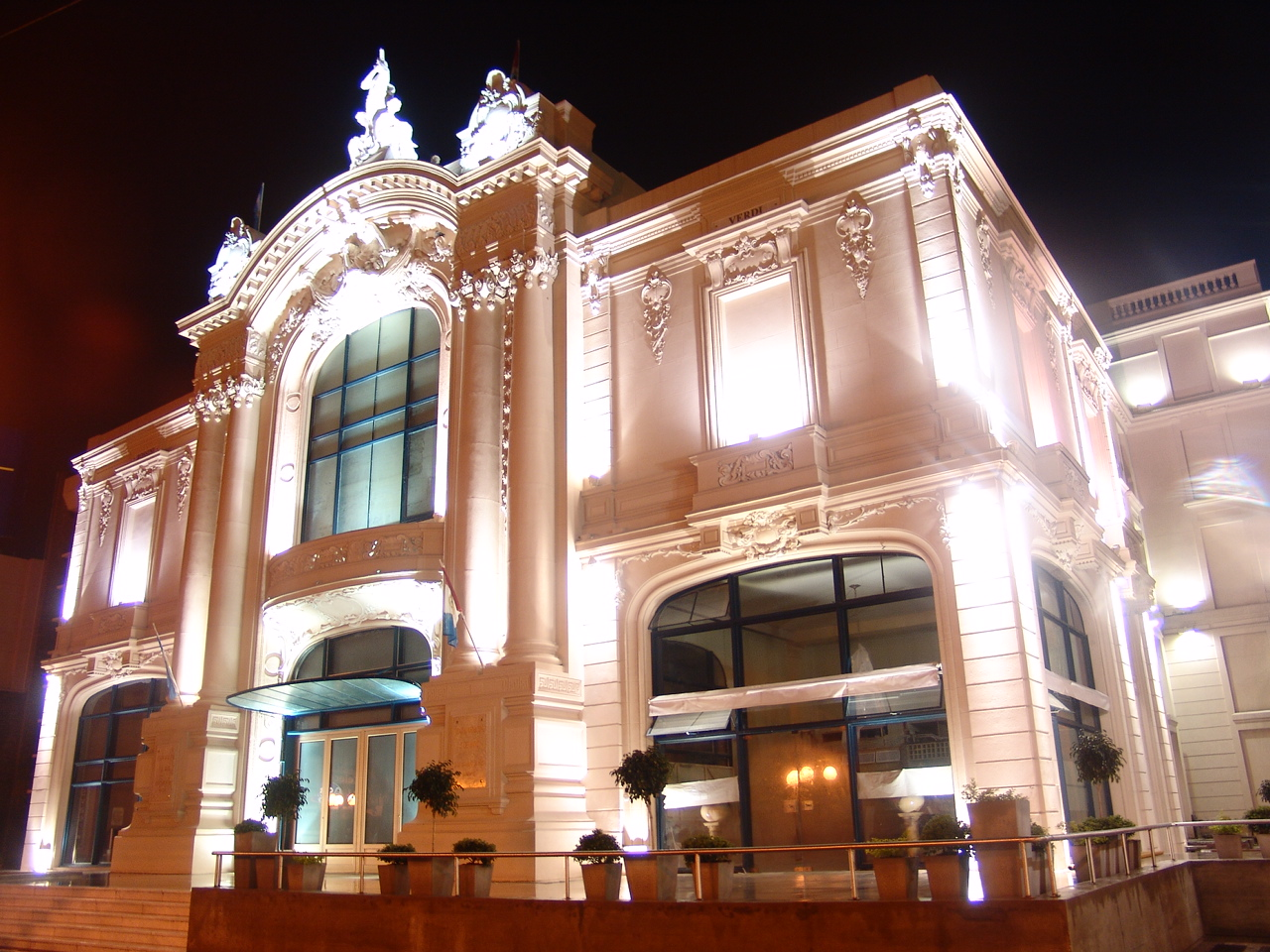
Teatro Municipal de Santa Fe (Augusto Plou), fecit 1903.

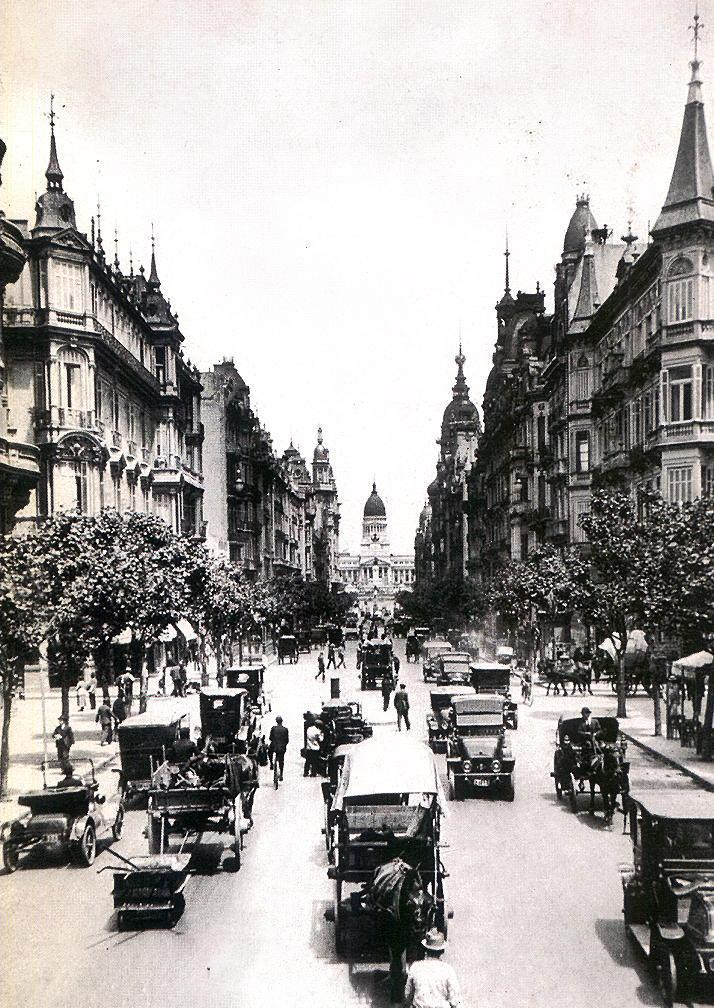
Vista del segmento occidental de la Avenida de Mayo en su cruce con la calle Lima. La avenida con su aspecto original en 1915, al fondo o fuga de la perspectiva se puede observar (en esa época ediliciamente sobresaliente) el Palacio del Congreso de la Nación Argentina.

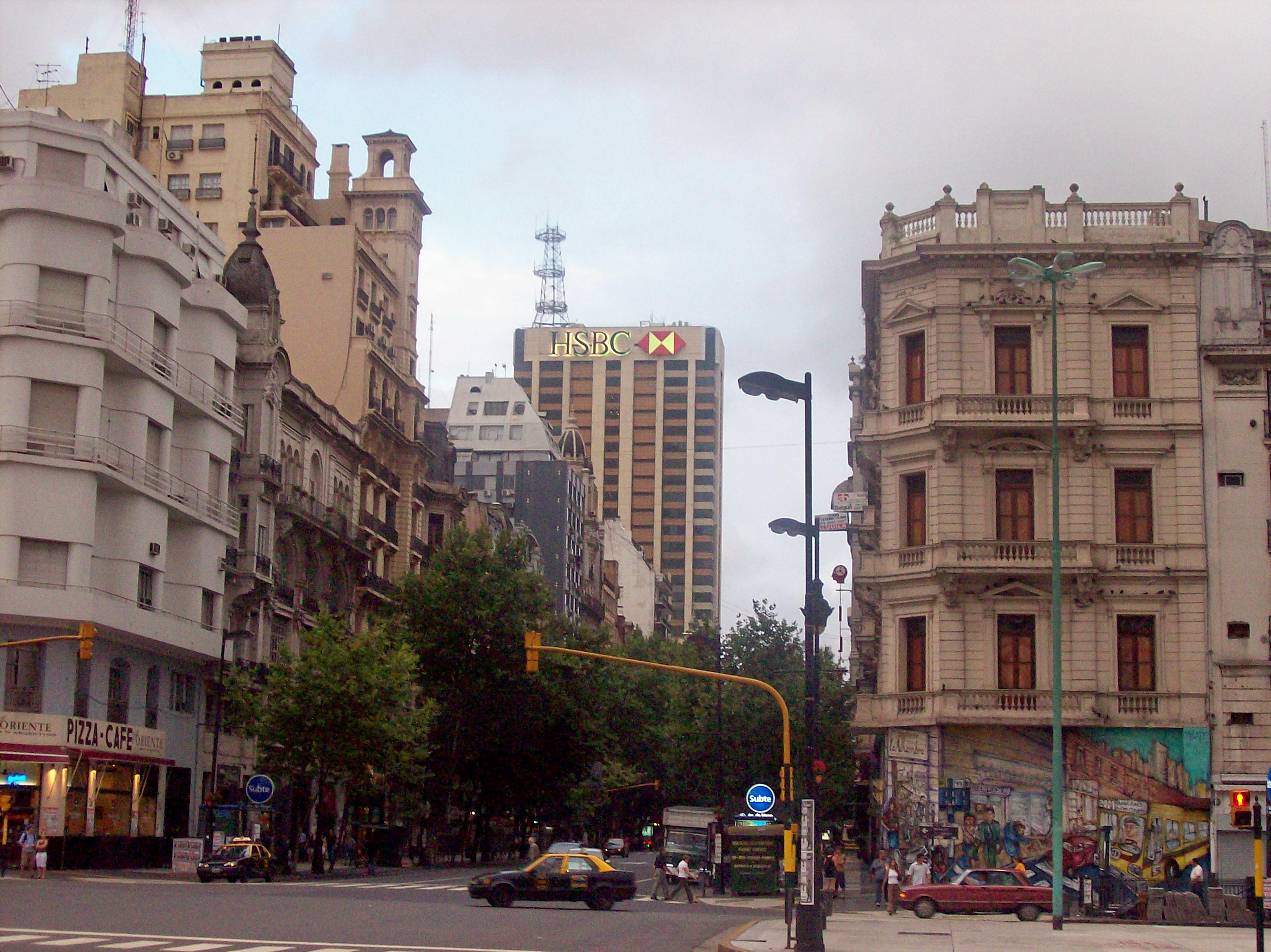
Avenida de Mayo hacia el 2014 en la ciudad de Buenos Aires, tal avenida ha sido construida a fines de s. XIX y la imagen es a inicios de s. XXI: notar como la modernosa «torre La Buenos Aires» rompe la estética visual del conjunto de las fachadas originales bellepoquianas, en cuanto al primer edificio (blanco) que se observa en la esquina de la izquierda es uno de los pocos ejemplos de la rara arquitectura náutica de mediados de que en este caso se integra perfectamente con la precedente arquitectura bellepoquiana.

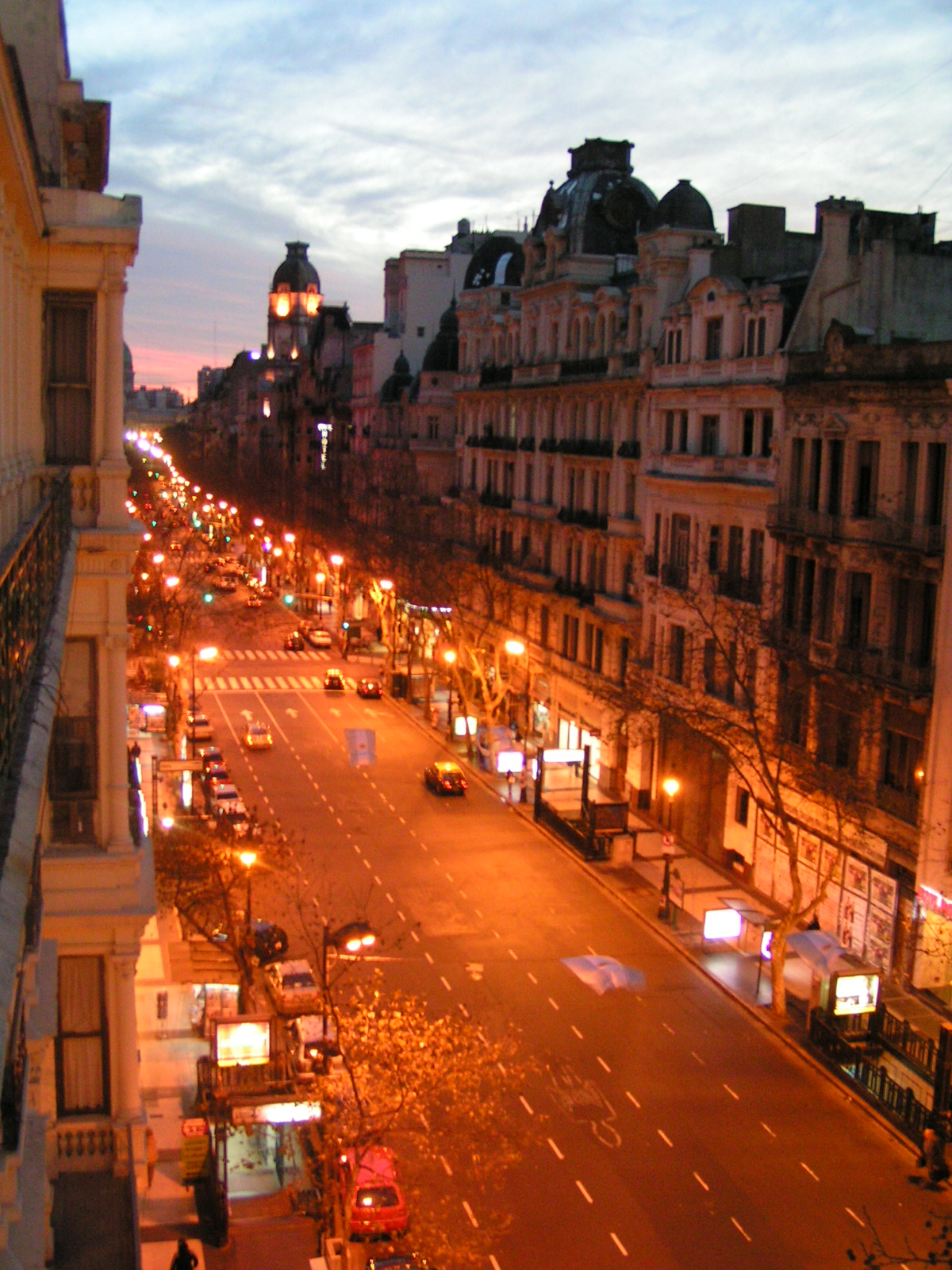
Avenida de mayo desde la intersección con la 9 de Julio, hacia el oeste.

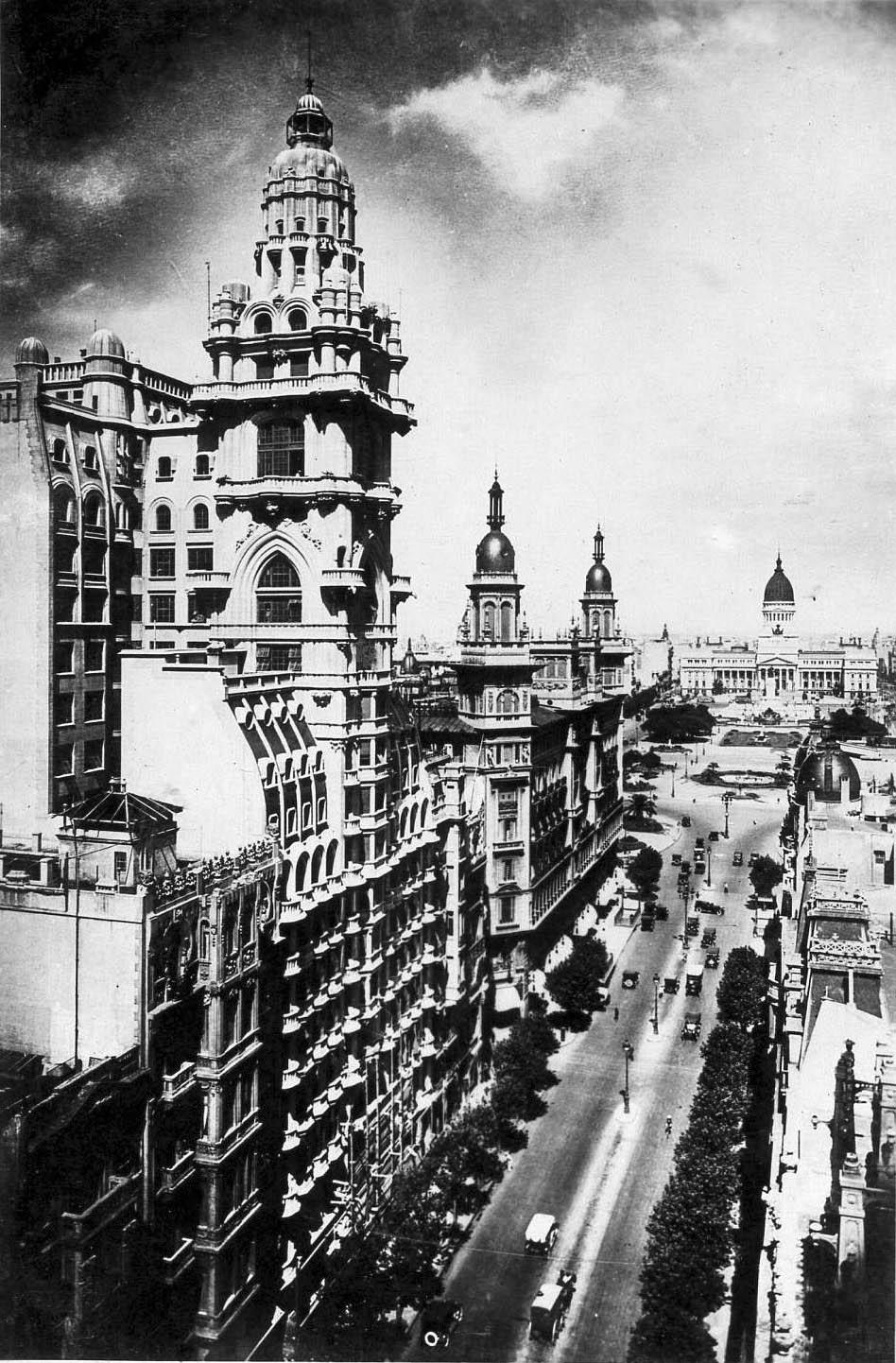
En los 1920 Argentina prosperaba a grandes pasos manteniendo un estilo que la hacía especial: vista de la misma Avenida de Mayo destacándose Palacio Barolo, el Edificio La Inmobiliaria y al fondo de la perspectiva el edificio del Palacio del Congreso de la Nación Argentina ´´ca´´ del año 1920.

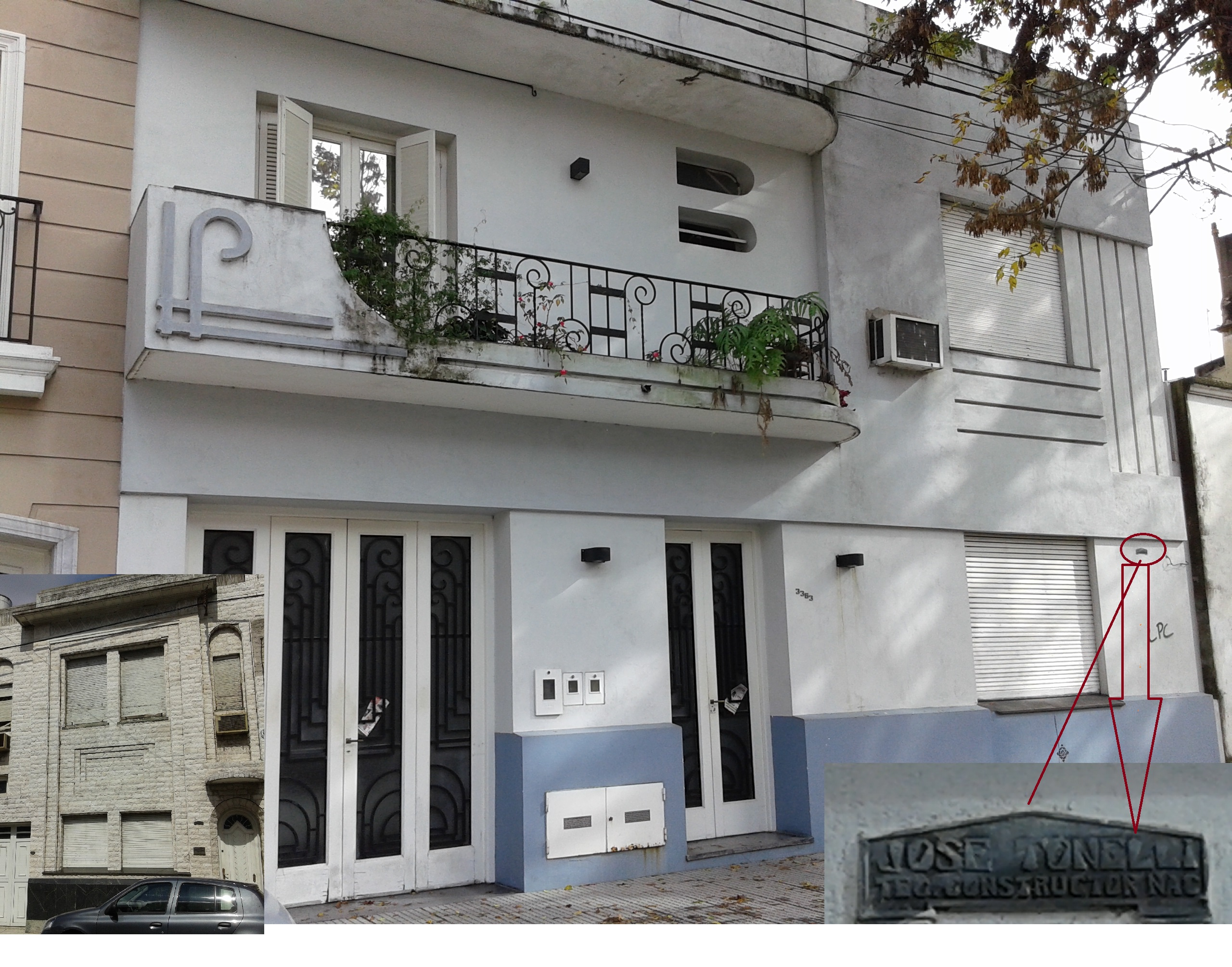

Las influencias italianas y francesas aumentaron después de la Guerra de Independencia Argentina a principios del siglo XIX, aunque el estilo académico se mantuvo hasta las primeras décadas del siglo XX. Los intentos de renovación se llevaron a cabo durante la segunda mitad del siglo XIX y principios del XX, cuando las tendencias europeas penetraron en el país, lo cual se refleja en numerosos y valiosos edificios importantes de Buenos Aires, como en el singular neogótico alemán de la Iglesia de Santa Felicitas en el barrio porteño de Barracas diseñada por Ernesto Bunge; El Palacio del Correo central y el Palacio de Justicia de la ciudad de Buenos Aires obras de Norbert Maillart; y el Congreso Nacional y la segunda y actual sede del Teatro Colón obras debidas principalmente a Vittorio Meano o las obras debidas a Alejandro Christophersen.
La arquitectura de la primera mitad del siglo XX continuó la adaptación francesa de arquitectura neoclásica, como la sede principal del Banco de la Nación Argentina en el microcentro  de la ciudad de Buenos Aires, y el Gran Hotel Provincial de la ciudad de Mar del Plata, construido por Alejandro Bustillo (la ciudad de Mar del Plata hasta mediados de siglo XX estaba exornada por una majestuosa rambla de estilo art nouveau, pero ésta como el Pabellón de las Industrias (construido en 1871) en la ciudad de Córdoba o el Pabellón Argentino (1890) han sido destruidos como otras muchas valiosas edificaciones argentinas de la Belle Époque.
En la ciudad de Santa Fe, los principales responsables del cambio arquitectónico dado principalmente entre 1930-1955, fueron los Técnicos Constructores Nacionales, egresados de la Escuela Industrial Superior, dependiente de la Universidad Nacional del Litoral. 
Entre los más destacados se encuentran los Técnicos Constructores Pedro Abbatte, José Tonelli y Orlando Oviddi.
Tonelli (1892-1946) fue el primero en incursionar en los diseños Europeos en la ciudad de Santa Fe, con obras racionalistas que se destacaban de la arquitectura tradicional que presentaba la ciudad.
Numerosos arquitectos argentinos han enriquecido paisajes urbanos de su propio país, y en las últimas décadas, los de todo el mundo. Juan Antonio Buschiazzo ayudó a popularizar la arquitectura Beaux-Arts, y Francisco Gianotti ha combinado el art nouveau con detalles del estilo italianizante añadiendo un toque especial a las ciudades argentinas durante las primeras décadas del siglo XX destacándose entre sus obras la Galería Güemes y la Confitería del Molino. Francisco Salamone y Viktor Sulcic dejaron un valioso legado de art déco, mientras -casi coetáneo a ellos- Alejandro Bustillo creó una prolífica arquitectura racionalista.
Tanto en Buenos Aires como en la casi totalidad del territorio argentino (si se exceptúa por ahora al Sector Antártico Argentino) pueden encontrarse edificios de notable belleza, como el Palacio de las Aguas Corrientes (típico estilo art nouveau pletórico de estilo ecléctico), la Catedral de Salta (estilo colonial español con retoques neoclásicos), la Facultad de Derecho de la Universidad de Buenos Aires (estilo monumental de mediados del siglo XX), el Palacio Barolo (como el Mercado de Abasto se trata de una joya del art déco en Argentina), el Monumento a la Bandera (Rosario) de estilo monumental con muy sobrios detalles art déco, la Casa de Gobierno de Tucumán en San Miguel de Tucumán (un ejemplo del eclecticismo bellepoquiano), el Hotel Llao-Llao (San Carlos de Bariloche), de estilo neoalpino (lo mismo que el Centro Cívico de Bariloche), la Iglesia de San Francisco en la ciudad de Salta, entre otros.
Entre los más célebres representantes de la arquitectura del siglo XX corresponde mencionar a Jorge Ferrari Hardoy, Juan Kurchan, Teresa Bielus, Mario José Buschiazzo, Carmen Córdova, Delfina Gálvez Bunge de Williams, Martha Levisman, Flora Manteola, César Pelli, Alberto Prebisch, Josefa Santos, Odilia Suárez, Clorindo Testa, Olga Wainstein y Amancio Williams.
En el urbanismo se deben citar a Jorge Ferrari Hardoy, Juan Kurchan, Itala Fulvia Villa, Ernesto Vautier, Sergio Fernández Pico, Eduardo Sarrailh, Odilia Suárez, Godofredo Cecio, Debora Di Veroli, Juan Duprat, José Manuel Felipe Pastor, entre otros.
Especialmente en paisajismo se destaca señeramente la obra del francés nacionalizado argentino Carlos Thays quien hizo sus grandes aportes a su patria adoptiva desde fines del siglo XIX.
Las influencias italianas y francesas se incrementaron después de la independencia (1810 a 1816), aunque el estilo academicista persistió hasta bien entrado el siglo XX. Los intentos de renovación, no obstante, se sucedieron durante la segunda mitad del siglo XIX y principios del XX, cuando las tendencias europeas penetraron en el país plasmándose de diversos edificios de Buenos Aires, como la iglesia de Santa Felicitas, obra de Ernesto Bunge; el Palacio de Justicia, el Palacio del Congreso de la Nación Argentina y el Teatro Colón, todos ellos de Víctor Meano.
A principios del siglo XX, todavía se continuaban edificando modelos neoclásicos y eclecticistas de procedencia francesa y europea occidental en general, como la casa central del Banco de la Nación Argentina ubicado en el casco histórico de la Ciudad de Buenos Aires ante la fachada noreste de la italianizante Casa Rosada, la casa central del BNA fue construida por Alejandro Bustillo. Otros valiosos edificios que se conservan de la Argentina bellepoquiana son el Palacio de Aguas Corrientes, el Palacio San Martín, el Palacio Pizzurno (que luego de ser residencia privada pasó a ser ex sede del Consejo Nacional de Educación), el nuevo edificio del Teatro Colón, la Casa de Gobierno de Tucumán, el Palacio Barolo (aunque el Palacio Barolo como la Confitería del Molino o la Galería Güemes ya tienen muestras de la arquitectura de los 1920 en donde predominaba el Art Déco) y el estilo neocolonial hispanicista que se refleja en el Teatro Nacional Cervantes y en el Museo de Arte Hispanoamericano Isaac Fernández Blanco diseñado por de Martín Noel entre otros edificios. Así muchos otros valiosos edificios de Argentina reflejaron a la Belle Époque y a los casi consecuentes años locos de los 1920 en las ciudades de Buenos Aires, La Plata, Rosario, Córdoba (en esta última el neoclasicismo se destaca en el Palacio de Justicia y en gran parte del recientemente demolido, para hacer adocenados PH,  barrio de Nueva Córdoba, como lo fuera la Mansión de los Medina Allende o el bello núcleo original de Museo Provincial de Bellas Artes Emilio Caraffa o la sede principal del Teatro del Libertador); pero, desde la década de 1930 la influencia de Le Corbusier y en menor medida de la Bauhaus y el racionalismo europeo se consolidó en un grupo de jóvenes arquitectos en la Universidad de Buenos Aires, entre los que se destacó Amancio Williams, posteriormente considerado uno de los más importantes de la primera mitad del siglo XX. Gracias a la influencia que ejerció esa nueva ola de arquitectos y a los avances técnicos fundamentales como el hormigón y el acero, los nuevos edificios se empezaron a alejar de las ornamentaciones mal llamadas barrocas para buscar la simplicidad de sus formas, priorizando la lógica y el funcionalismo constructivo.
Entre los factores principales del rápido crecimiento en las zonas urbanas, es el de la inmigración principalmente europea forzada a establecerse indecorosamente en los principales centros urbanos; en particular, los de Buenos Aires, Córdoba, Mendoza y Rosario: en efecto, mientras que presidencias como las del sanjuanino Domingo Faustino Sarmiento y la del tucumano Nicolás Avellaneda intentaron propiciar la inmigración masiva de agricultores y agricultoras europeos del norte y centro de Europa (en esto siguiendo al modelo exitoso en los Estados Unidos) para poblar los extensos y fértiles campos de Argentina, lo concreto fue que los «intereses creados» se repartieron las mejores tierras y solo permitieron en las zonas más ricas el establecimiento de pobres arrendatarios europeos que debían pagarles con gran parte del rédito de su producción a los megalatifundistas supuestamente «argentinos» como los Martínez de Hoz y otros autodenominados «patricios», esta especie de neofeudalismo  en un país que desde 1810 (y esto ratificado en 1853) se había declarado libre y democrático hizo que los chacareros dieran muestra de la injusticia que sufrían con el llamado Grito de Alcorta en 1912.
De modo que a diferencia de lo que ocurrió en EUA y Canadá la mayor parte de las tierras productivas quedaron bajo el poder de terratenientes absentistas lo cual forzó a que gran parte de los trabajadores en la agricultura intensiva (muchos de ellos italianos y españoles) debieran luego de algunas cosechas o volver a sus empobrecidos países de origen o emigrar a otros países o reconcentrarse (con mucha inanidad y en anomia) en la ciudad de Buenos Aires, o en las ciudades de Rosario y Córdoba, o en las ciudades de San Miguel de Tucumán y de Mendoza y, luego más difusamente en otras ciudades o en zonas como ciertas áreas rurales de Entre Ríos, Misiones, Río Negro, etc. Esto provocó en muchos de los argentinos y argentinas de primera y más generaciones un cierto desapego respecto a su País (Argentina) al en gran medida desconocerle... no se puede amar lo que se desconoce (... aún es frecuente que un porteño tenga más vistas agradables y «amigables» — y esto potenciado mediante mass media como la TV o la Internet— de cualquier lugar de los EUA o de Europa Occidental que de su propio País [Argentina] ) y que muchas veces no se sienta (junto a los otros argentinos) con-dueño de su Patria.
En todo caso el elevado índice de urbanización, mayormente con población de origen europeo, que desde la primera mitad del siglo XX caracteriza a la Argentina le hace un país étnicamente y culturalmente muy singular en toda América: durante décadas (y con mucho de cierto entre los 1990 y, por lo menos hasta mediados de los 1990, se dice que «Argentina es una gran ínsula europea en Iberoamérica», esto quiere decir que predomina una cultura europea o de origen europeo en la inmensa mayoría de sus rasgos culturales: desde cuestiones tan estructurales como el idioma, las religiones, las creencias, la gastronomía, las costumbres, la arquitectura popular, la narrativa, y en general casi todo tipo de arte y rasgo cultural, etc.
A partir de los 1930 la clase media  emergente supo vivir (muchas veces solo durante las prolongadas vacaciones) en chalets (chalés) que aún mantenían visos de la arquitectura normanda y otras influencias precedentes, de tal síntesis surge el Estilo Mar del Plata.

En gran medida inspirado en el Estilo Mar del Plata y el Estilo Misión a fines de los 1940 y en todos los 1950 se destacan las viviendas hogareñas de clase media recién emergente, los: chalets californianos.
Un detalle conspicuo de la urbanización en Argentina fue la ciudad de Buenos Aires la cual aproximadamente a partir de los 1860 se fue destacando una arquitectura de tipo parisina en sus barrios elegantes, esto se reforzó tras la peste del cólera en los 1870, tras tal tragedia gran parte de la clase alta se mudó a los barrios de la «Zona Norte» de la ciudad de Buenos Aires y su conurbano: Recoleta, Palermo, El Retiro, Barrio Norte, Belgrano, los suburbios elegantes de San Isidro, Olivos o Adrogué, etc. En tales barrios prosperó en esa época una arquitectura bellepoquiana eclécticista en la cual predominaron los influjos franceses con petits hôtels (muchos de ellos estaban techados con mansardas), chalets normandos con tracería a la vista y techados a dos aguas de tejas (muchas veces las tejas eran de pizarra), o edificios modern stile y art-nouveau, seguidos por los influjos ingleses estilos Reina Ana y Tudor; los interiores de las viviendas de clase alta y media alta de los barrios citados solían estar exornados con mayólicas, azulejos, escalones de mármol de Carrara, boiseries, pisos de marquetería o parqué), claraboyas avitraladas, vitrales, lámparas del tipo tulipa  o del tipo araña con caireles (estas últimas aunque fueran modestas y solo se instalaran pendiendo de los sófitos o cielorrasos de la sala principal que luego derivó a ser el living), a veces poseían áticos bajo mansardas rematados con cúpulas como las que caracterizaban a todo el trayecto de la Avenida de Mayo o altillos cubiertos por mansardas. Por este motivo la ciudad de Buenos Aires recibió el apodo de «La París del Sur», pero este riquísimo patrimonio cultural fue malbaratado a partir de los 1960 y en su mayor parte ha sido demolido y sigue siendo demolido por la especulación inmobiliaria y la reventa en subasta, casi siempre al exterior, de esculturas, lámparas, artísticas rejas y verjas, etc.
En 1929 el suizofrancés Le Corbusier visitó a la Argentina y, de la ciudad de Buenos Aires hizo una observación que pareciera haber pasado inadvertida por lo obvia: la ciudad de Buenos Aires le da la espalda al inmediato gran Río de la Plata. ¿A qué se debía y debe esta notoria anomalía urbanística?, en primer lugar a una razón natural durante siglos la relativamente baja costa rioplatense de la ciudad de Buenos Aires hacía poco atractivo el edificar sobre la costa natural-original del Río de la Plata en su banda occidental, aunque existían barrancas altas como las de Belgrano, las Puntas de Buenos Aires luego de Lezama, etc. Pero las zonas altas de la costa porteña fueron copadas o monopolizadas por empresas (inicialmente mercaderes de esclavos) de modo que en lugar de poblar de viviendas y monumentos a la costa porteña rioplatense la misma fue transformada en una zona portuaria casi interdicta a la gente de la ciudad. El mismo Le Corbusier fue el primero en idear y proyectar en 1929 una aeroisla o aeropuerto porteño sobre una isla artificial, tal proyecto fue perfeccionado por Amancio Williams pero nunca llevado a cabo.... En lugar de realizarse tal aeroisla se cometió el llamado aeroparque el cual además de resultar una barrera más para la gente a acceder a la costa de su ciudad, resultó en un alto doble impacto ecológico: por una parte destruyó a todo un ecosistema vegetal y zoológico natural y por el otro, tal aeroparque, contamina (principalmente de modo acústico) a las muchas viviendas cercanas con sus estruendosos ruidos de turborreactores e incluso accidentes.
Los antecedentes de la arquitectura  "racionalista" que luego derivaría en la masiva "arquitectura" de estilo internacional aparecen en los 1930, destacándose entonces el Edificio del Ministerio de Obras Públicas con pocas notorias esculturas aún Art déco debidas a José Hortal construido en 1932 y el Edificio Kavanagh construido en 1936, siendo el segundo un edificio de rentas o departamentos. Aunque en estos predomina la arquitectura racionalista poseen sin embargo detalles (relieves, relativamente pequeñas esculturas) del art déco.
Entre octubre de 1937 y 1938 Jorge Ferrari Hardoy y Juan Kurchan desarrollaron, bajo la dirección de Le Corbusier, las ideas para un Plan Director para  Buenos Aires. Trabajaron en el mismo durante más de un año hasta que los rumores de la Segunda Guerra Mundial los hizo emprender su regreso. De todos modos retomarían el proyecto años más tarde, bajo la dirección del mismo Le Corbusier en 1947.
En septiembre de 1938 los arquitectos Antonio Bonet, Jorge Ferrari Hardoy y Juan Kurchan, junto a Juan A. Lepera, Abel López Chas, Luis Olezza, Alejandro Vera Barros, Samuel Sánchez de Bustamante, Itala Fulvia Villa, Hilario Zalba y Simón Ungar, forman el primer núcleo del Grupo Austral. Este grupo fue un colectivo de arquitectos que ejerció una gran influencia en el panorama de la arquitectura y el diseño latinoamericanos a partir de los años 30, tanto a través de sus obras y diseños como por sus publicaciones. En junio de 1939 publicaron el manifiesto del Grupo bajo el título Voluntad y Acción Archivado el 23 de octubre de 2019 en Wayback Machine., en el que defendían la superposición de algunos valores del surrealismo a la formación racionalista de los arquitectos, e incorporaban las necesidades psicológicas del individuo al funcionalismo estricto del movimiento moderno. Este manifiesto expone su postura frente a la arquitectura y su esfuerzo por establecer una continuidad con el paisaje, las técnicas y los materiales de cada zona. Desgraciadamente, durante la década del 40 el Grupo Austral, se irá disolviendo informalmente de a poco. Este, que fue el referente del movimiento moderno nacional e internacional, aún no ha logrado poseer el reconocimiento que merece, teniendo en cuenta su importancia dentro la escena de la arquitectura moderna argentina.
En 1941 los arquitectos Kurchan y Ferrari Hardoy se asociaron formando un estudio que fue el responsable de obras de vanguardia, como los departamentos transformables de O'Higgins 2319, la cual sirvió como ensayo de un conjunto de principios que se realizaron plenamente en el edificio de vivienda colectiva "Los eucaliptos" en la calle Virrey del Pino 2446 (1941/1943), las viviendas unifamiliares de Conesa 1182 y las de Rivadavia 613, todas en Buenos Aires.

## Segunda mitad delsigloXXhasta primeras décadas delsigloXXI
Pese a ese gran movimiento técnico e intelectual protagonizado por los promotores del Movimiento Moderno en la Argentina, y debido también a un Código de Construcción de la Ciudad de Buenos Aires que lo permitía y propiciaba, la construcción de edificios de propiedad horizontal dentro del estilo internacional abunda en la misma desde los años 1930 y de un modo masivo y monótono desde fines de los 1960.
El brutalismo se puso de moda en los 1960 y 1970 aunque solo se refleja en pocos edificios como en el Banco de Londres realizado en 1967 por Peralta Ramos, Alfredo Agostini, Clorindo Testa y Sánchez Elía, en las décadas siguientes. En la ciudad de Córdoba (Argentina) desde los 1970 se produjo una masiva innovación con modernos edificios de varias plantas (o pisos) en los cuales se supo (pese al abaratamiento de costos exigido por los especuladores contratistas inmobiliarios) lograr algún detalle interesante como el logrado por el Togo José Ignacio Díaz quien le supo dar un toque singular “colorado” a la zona reedificada de Nueva Córdoba con edificios revestidos de ladrillos vistos, en cuanto al arquitecto cordobés Miguel Ángel Roca al mismo se deben detalles limpios-elegantes y modernos o contemporáneos (especialmente en los 1970-80), por ejemplo al darle un aspecto interesante a la Peatonal 9 de Julio del microcentro de la ciudad de Córdoba (calle hecha peatonal a fines de los 1960 antes de los aportes de Roca; la primera calle peatonal  cordobesa fue la primera calle oficial y estrictamente peatonal en toda Argentina).
Como se ha señalado, la mayor parte del singular y riquísimo en valor arquitectónico patrimonio argentino viene siendo malbaratado, rematado y demolido a partir de los 1960 -todavía en los 1970 al visitante europeo le solía llamar la atención la mezcla de estilos bellepoquianos y modernosos que podían darse en varias manzanas de la ciudad de Buenos Aires, otro detalle que suele llamar la atención es la evidente presencia de grandes fachadas medianeras completamente lisas o, desde los 1990 pintadas a modo de carteles de propaganda comercial-, y sobre todo a partir de la segunda mitad de los 1970 (y tal proceso persiste en barrios como Caballito o Núñez), substituyéndose la rica arquitectura «europeizante» por una masiva construcción de edificios de departamentos o PH con prácticamente nulo valor arquitectónico ya que lo que cuenta en su construcción (tras la demolición de los palacetes, mansiones,  caserones y casonas bellepoquianos) es sacar el mayor rédito posible por m² al menor costo para las empresas inmobiliarias, destruyéndose de este modo un rico patrimonio cultural argentino hacinando a la población argentina en unos pocos cientos de km² (esto apenas se ve levemente compensado por la construcción de countries  y barrios privados o las torres caras pero insulsas de Puerto Madero (solo parece merecer relevancia la depurada "cristalina" Torre YPF diseñado por el tucumano César Pelli, unas pocas edificaciones para gente de elevado poder adquisitivo en zonas bastante alejadas de los centros urbanos (hasta aproximadamente 50 km), el edificio de la Comunidad Amijai en Belgrano que ganó varios premios de arquitectura o, en el caso de Puerto Madero, una muy pequeña área costanera de la ciudad de Buenos Aires que implícitamente está cerrada por barreras arquitectónicas (los antiguos docks del antiguo Puerto Madero) y jurisdiccionales, todo esto siguiendo el modelo de latinoamericanización cultural como se puede observar en la favelización de grandes sectores de las ciudades al estar siendo construidas gran cantidad de villas miserias y otros asentamientos informales ).
En este ya muy prolongado periodo de "La Crisis (económica y cultural) argentina" que dura desde fines de los 1960 y se ha reacentuado en los 1970 y 1990 y en el tercer lustro del actual siglo XXI algunos pocos arquitectos argentinos de la época han logrado crear obras de genuino mérito: el ya citado meritorio ítaloargentino Clorindo Testa por ejemplo, entre los arquitectos más valiosos y mundialmente renombrados de este periodo se menciona al tucumano César Pelli.

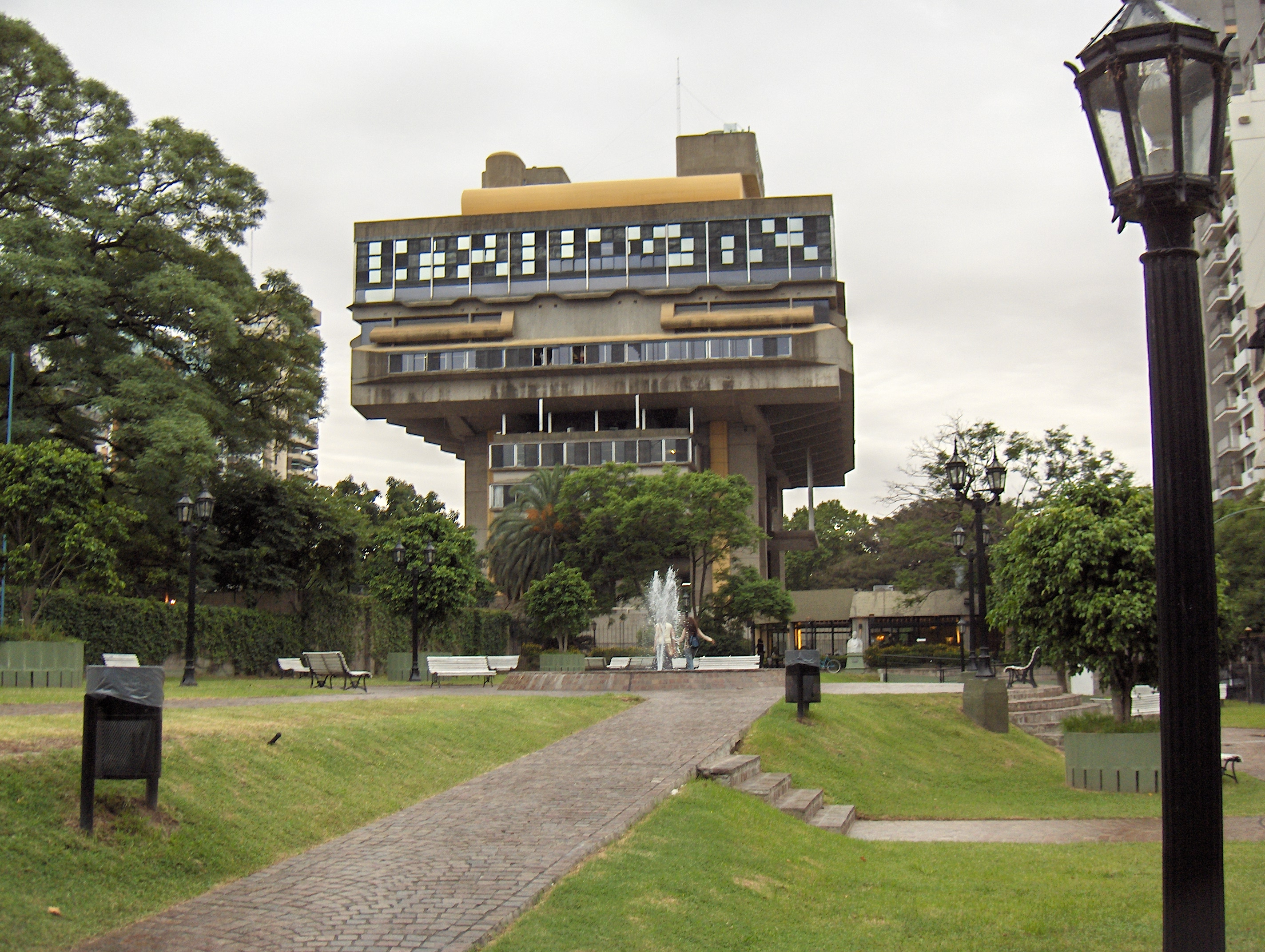
Biblioteca Nacional de la República Argentina (Clorindo Testa, 1992).
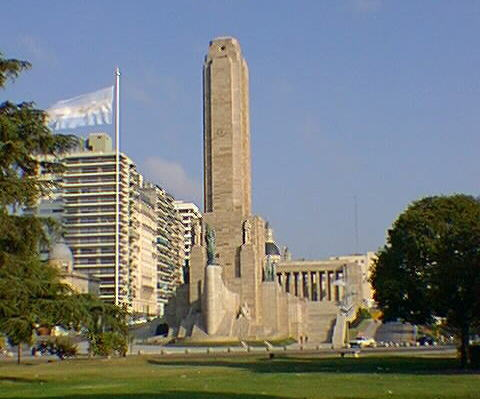
Monumento a la Bandera (Ángel Guido y Alejandro Bustillo, 1957).
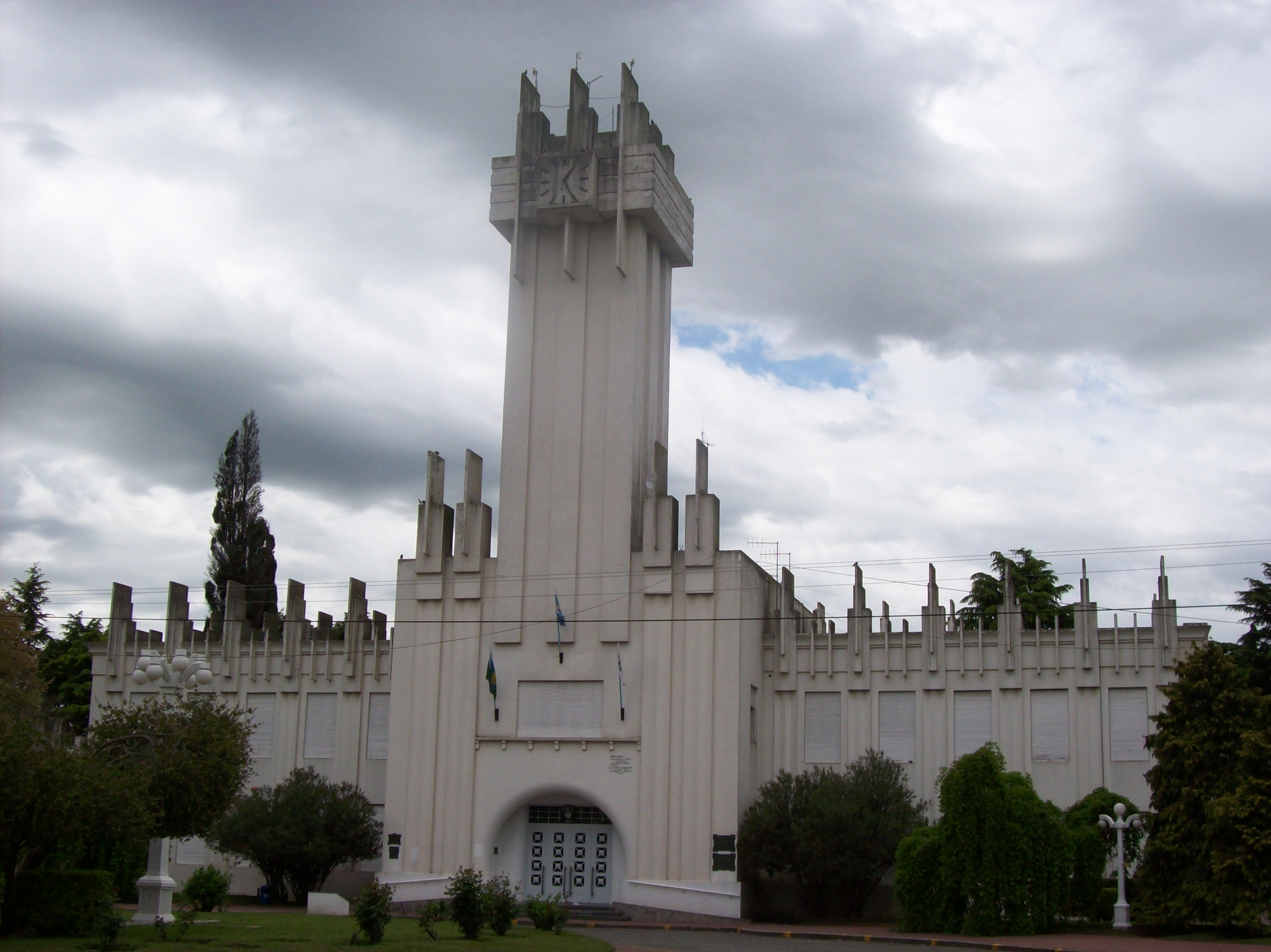
Municipalidad de Rauch (Francisco Salamone, 1936-1940).

## SigloXXI
En lo que va del siglo XXI se ha proseguido con la construcción en las tres principales ciudades argentinas (Buenos Aires, Córdoba, Rosario) de edificios dentro del conjunto de estilos englobados con el nombre de estilo internacional algunos de ellos llamados “rascacielos”, como la Torre Le Parc diseñada por Mario Roberto Álvarez; las Torres El Faro y las Renoir. en el interior del país se encuentran en construcción las torres Dolfines Guaraní en la ciudad de Rosario y las Torres Capitalinas en la ciudad de Córdoba. En la actualidad se fomenta la arquitectura sustentable en todo el mundo, y como todas las modas, se trae a Argentina también. Esto comienza como un nuevo movimiento sustentable que se propaga a lo largo del país, con arquitectos jóvenes y diseñadores que promueven nuevas tecnologías para lograr estos objetivos. Es así como surgen nuevas formas espaciales, generando sistemas de climatización con refrigerantes ecológicos, la bioconstrucción es cada vez más utilizada para lograr edificios que convivan con su entorno. Argentina va en esta dirección, creando edificios modernos y amigables con el medioambiente, como ejemplo tenemos la nueva Sede de Gobierno porteño, un edificio de Norman Foster and Partners, el Complejo Educativo de Barrio Parque Donado del estudio GMS+B+V, entre otros. Argentina se vuelve de a poco un país con arquitectura sustentable, la cual es la nueva modernidad.

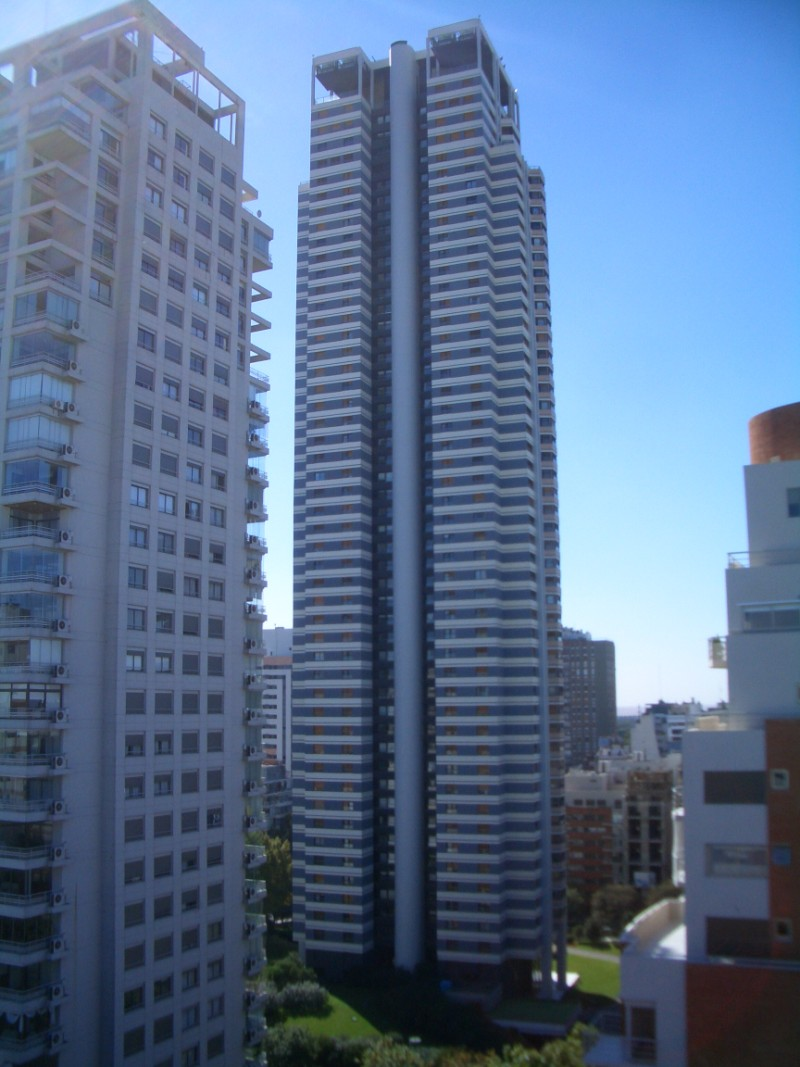
La torre Le Parc en Palermo, Buenos Aires.
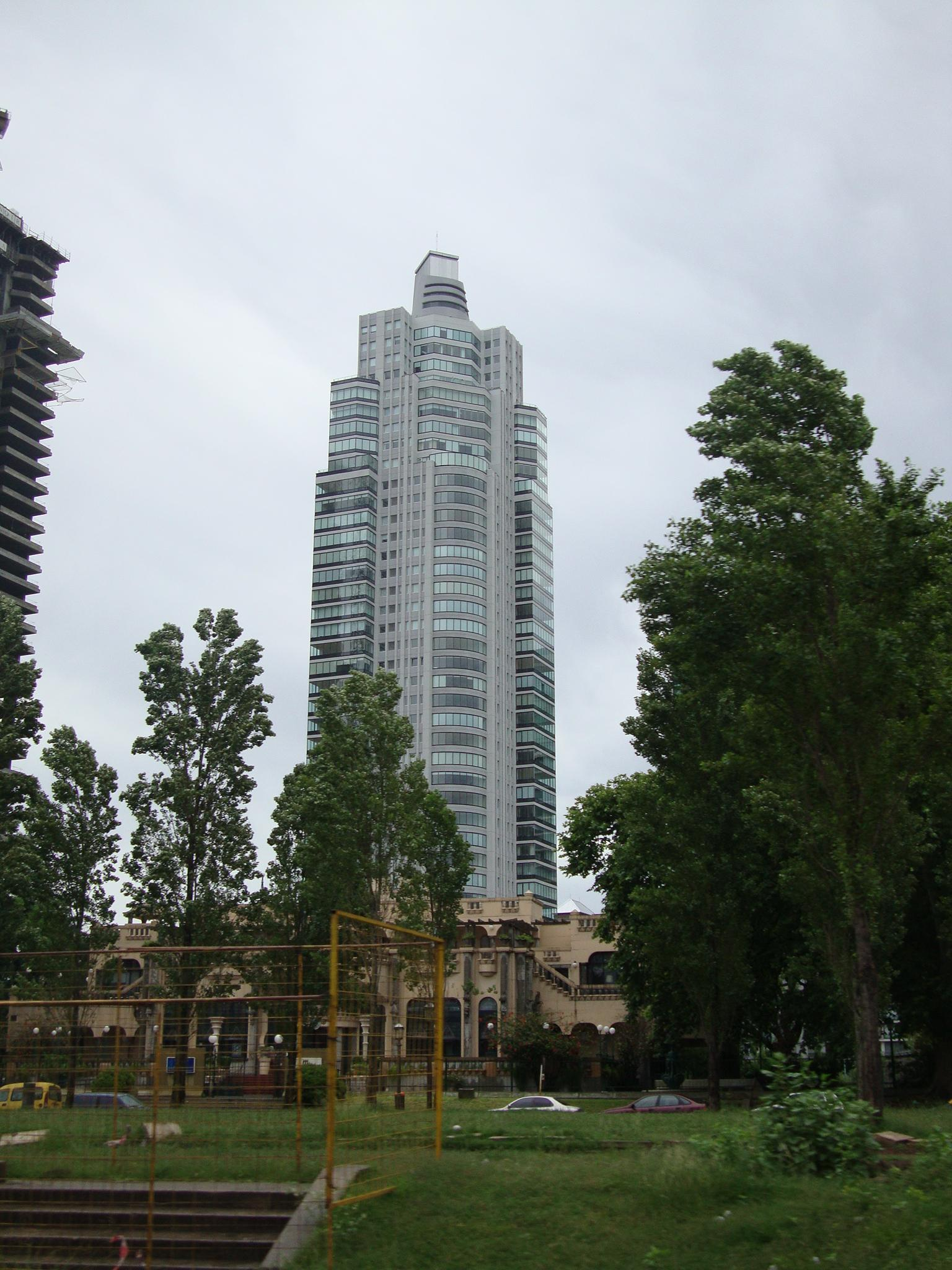
Las Torres Renoir en Puerto Madero, Buenos Aires.
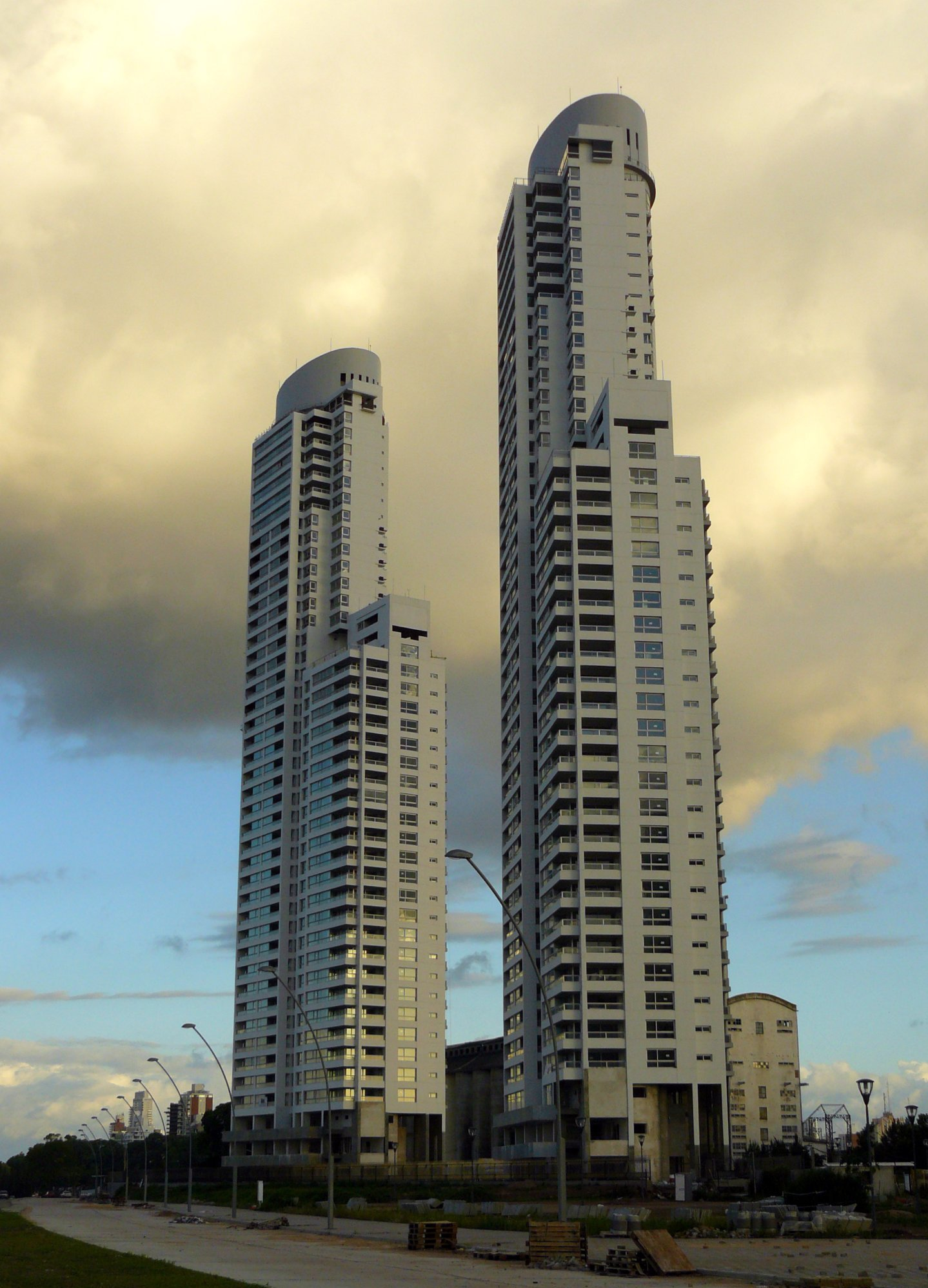
Las torres Dolfines Guaraní en Rosario.
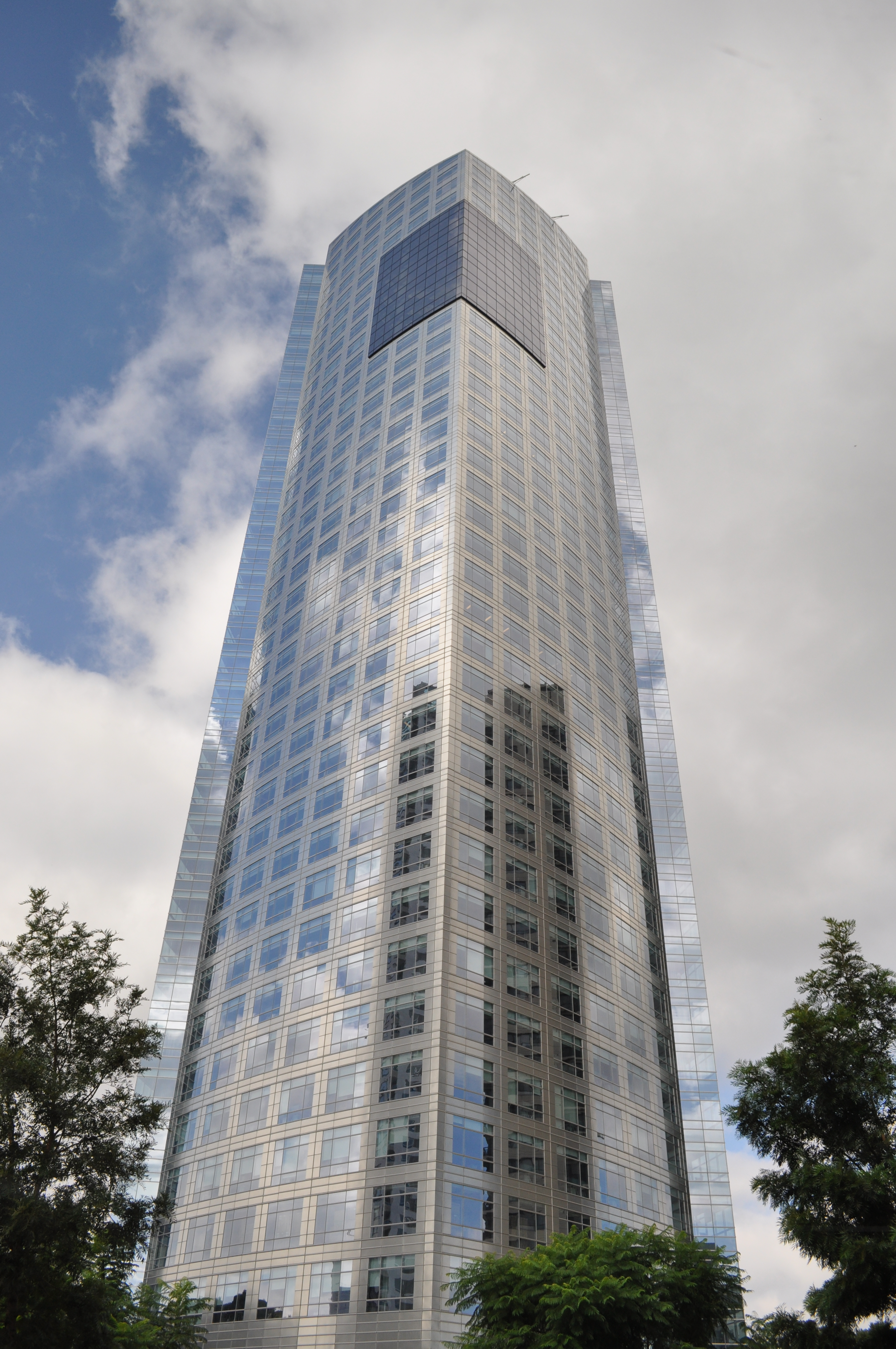
La torre YPF en Puerto Madero, Buenos Aires.